# Lotyšsko
Lotyšsko (lotyšsky  Latvija), plným názvem Lotyšská republika (lotyšsky Latvijas Republika), je stát v severní Evropě v Pobaltí. Spolu s Estonskem na severu a Litvou na jihu je jedním ze tří pobaltských států. Na východě sousedí s Ruskem, na jihovýchodě s Běloruskem a na západě má společnou námořní hranici se Švédskem. Většinou rovinatá, nížinná země má podnebí, které je v různých pramenech popisováno buď jako vlhké kontinentální nebo oceánské. Dělí se na 43 regionálních jednotek, na ploše asi 65 000 km² žije 1,8 milionu obyvatel. Hlavním a největším městem je Riga, mezi další velká města patří Daugavpils, Liepāja a Jelgava. Většinu obyvatel země tvoří Lotyši, patřící k etnolingvistické skupině Baltů, největšími etnickými menšinami jsou Rusové (24 %) a Bělorusové (3 %). Úředním jazykem je lotyština.
Po staletích křižácké, švédské, polsko-litevské a ruské nadvlády, která byla uplatňována především prostřednictvím místní baltsko-německé šlechty, byla 18. listopadu 1918 po odtržení od Německého císařství v důsledku první světové války založena nezávislá Lotyšská republika. Po převratu v roce 1934, kdy byla nastolena diktatura Kārlise Ulmanise, se země stávala stále autokratičtější. Faktická nezávislost Lotyšska byla přerušena na počátku druhé světové války, která začala násilným začleněním Lotyšska do Sovětského svazu, následovaným v roce 1941 invazí a okupací nacistickým Německem. V roce 1944 došlo k opětovné okupaci Sovětským svazem, který na dalších 45 let vytvořil Lotyšskou sovětskou socialistickou republiku. V důsledku rozsáhlé imigrace během sovětské okupace se etničtí Rusové stali nejvýznamnější menšinou v zemi. V roce 1987 začala mezi pobaltskými sovětskými republikami poklidná Zpívající revoluce, která skončila obnovením faktické i oficiální nezávislosti 21. srpna 1991.
Lotyšsko je unitární parlamentní republikou s prezidentem jako ceremoniální hlavou státu, zákonodárným orgánem je jednokomorový parlament. Je vyspělou zemí s vysokými příjmy a vyspělou ekonomikou, které se v indexu lidského rozvoje umístilo na 37. místě. Je členem Evropské unie, Rady Evropy, eurozóny, Severské investiční banky, Schengenského prostoru, NATO a Organizace pro hospodářskou spolupráci a rozvoj. Účastní se také regionální spolupráce Seversko-baltské osmičky.

## Název
Jméno Latvija vzniklo z názvu starobylého baltského (indoevropského) kmene Latgalů (lotyšsky Latgali), z něhož vzniklo etnické jádro lotyšského národa. Latinské verze názvu země Lettigallia a Lethia vytvořil ve 13. století Jindřich Lotyšský (Latviešu Indriķis, Henricus de Lettis), autor kroniky Heinrici Cronicon Lyvoniae. Ty pak daly vzejít jménům země v románských jazycích (Lettonie, Letonia) a v němčině (Lettland).

## Dějiny

### Starověk a křižáci

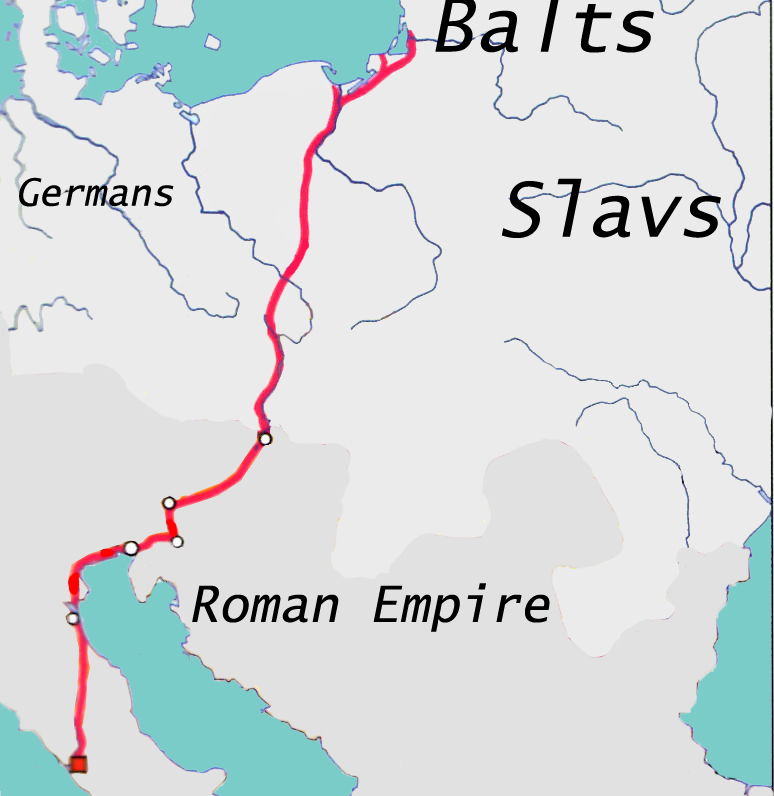
Jantarová stezka

Území dnešního Lotyšska bylo osídleno po konci poslední doby ledové kolem roku 9000 př. n. l. Během 2. tisíciletí př. n. l. se v oblasti objevili Baltové, kteří do konce 1. tisíciletí vytvořili v Lotyšsku čtyři kmenové celky: Kurové, Latgalci, Sélové a Zemgalové. Hlavní lotyšská řeka Daugava představovala významnou spojnici na cestě ze severního Ruska do jižní Evropy a na Střední východ, čehož využívali jak Baltové, tak posléze i Vikingové a později kupci ze severských států a Německa. Obchodovali především s jantarem, dnešní Rigou procházela proslulá Jantarová stezka.

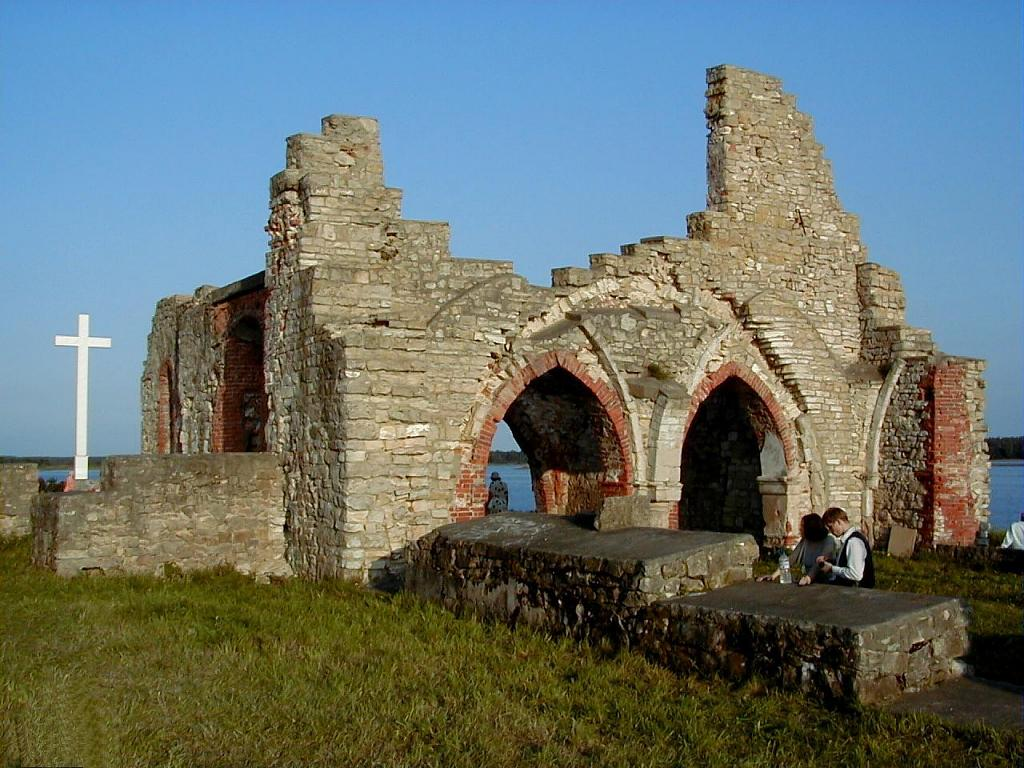
Zbytky prvního lotyšského kostela

První křesťanští misionáři vyslaní papežem přijeli do země ve 12. století. Svatý Meinhard roku 1184 v Ikšķile nechal postavit první kostel a v roce 1186 v Rize založil biskupství. On ani jiní misionáři však nebyli tak úspěšní, jak doufali. Zdejší obyvatelé se christianizaci postavili a stali se tak terčem severních křížových výprav. Vyzval k nim papež Celestýn III. roku 1193. V důsledku těchto výprav území osídlili především dolnoněmecky mluvící křižáci ze severního Německa, čímž začala historie tzv. baltských Němců. Založili na území Lotyšska a v jižním Estonsku křižácký stát Terra Mariana zvaný též Livonsko, neboť klíčovou silou kolonizace byl Livonský řád (autonomní větev Řádu německých rytířů).
Dnešní lotyšské hlavní město Riga, které bylo založeno roku 1201 německými kolonisty v ústí řeky Daugavy, se stalo strategickou základnou při dobývání okolního území Livonským řádem. Riga se stala prvním velkým městem na jižním Baltu a vytvořila úzké kulturní vazby se západní Evropou. Po roce 1282 se stala důležitým obchodním centrem Hanzy. Hanzovními městy se staly i Cēsis, Limbaži, Koknese a Valmiera. Od 16. století se německou dominanci v oblasti snažily narušit okolní velmoci.

### Polská, švédská a ruská nadvláda

Vláda nad oblastí v 16. století:
Polsko-litevská unie
Livonské vévodství (vazal Polsko-litevské unie)
Rusko
Švédsko
Dánsko-Norsko

Po Livonské válce (1558–1583) se severní Lotyšsko a jižní Estonsko dostalo pod polsko-litevskou nadvládu. Vzniklo Livonské vévodství (Ducatus Livoniae Ultradunensis), které existovalo v letech 1561–1629. Ačkoli bylo vazalským státem Polsko-litevské unie, zachovalo si značnou míru autonomie a v 16. století prožilo svůj zlatý věk. Prvním guvernérem byl Jan Chodkiewicz, sídlil na hradě Sigulda. Na jihu Lotyšska existovalo v té době Kuronské a zemgalské vévodství. Ač také polsko-litevským vazalem, zprvu si vládu podržela dynastie posledního velmistra Livonského řádu, Kettlerové. Později se ale vévodství stalo přímým lenním území Litvy. Jeho hlavním městem byla nejprve Kuldīga, později byla správa přenesena do Jelgavy.
V 17. a na počátku 18. století se v důsledku své strategické pozice a prosperity lotyšské území stalo ohniskem častých konfliktů mezi několika velmocemi – Pruskem (později Německem), Polskem, Švédskem a Ruskem. Po polsko-švédské válce (1600–1611) se severní Livonsko dostalo pod švédskou nadvládu. Tzv. Švédská Livonie (Svenska Livland) existovala v letech 1629–1721. Riga se stala jejím hlavním městem a největším městem celé Švédské říše. Švédové vládli i ve Vidzeme. V Lotyšsku je švédské období často připomínáno jako dobré časy: bylo uvolněno nevolnictví, byla zřízena síť škol pro rolnictvo a moc regionálních baronů byla zmenšena. Pod švédským vlivem se upevnilo luteránství, ovšem na jihu, kam vliv Švédů nesahal, naopak Latgalové přijali pod polským vlivem katolicismus.

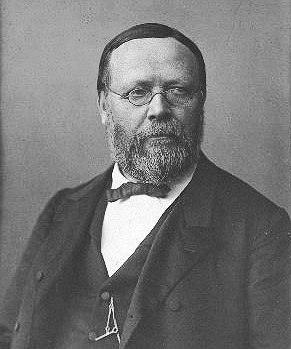
Krišjānis Valdemārs

Zlaté časy skončily severní válkou (1700–1721). Během ní zemřelo až 40 procent Lotyšů, částečně na mor a částečně v důsledku hladomoru. Plná polovina obyvatel Rigy pomřela. Švédsko se v důsledku prohry ve válce vzdalo svých baltských území, včetně Lotyšska, ve prospěch Ruska. Další dnes lotyšské území Rusko získalo na úkor Polska roku 1772 a další pak během třetího dělení Polska (1795). Rusové z dobytého Švédského Livonska udělali nejprve Rižskou gubernii, po uchvácení Polska, roku 1796, pak Livonskou gubernii. 
Pod ruskou nadvládou začalo lotyšské národní obrození. Vyhraňovalo se kulturně vůči němčině, jež byla úředním jazykem, politicky pak vůči ruskému absolutismu. První nacionalistickou silou se stalo mladolotyšské hnutí (Jaunlatvieši), vedené Krišjānisem Valdemārsem. Zpočátku se projevovaly i slavjanofilské tendence, než Rusové zahájili v 60. letech rusifikační politiku. Mladolotyši byli zhruba od 80. let 19. století zastíněni hnutím zvaným Nový proud (Jaunā strāva), v němž vůdčí úlohu hrál Pēteris Stučka (později se přidal k bolševikům) a Rainis. To již koketovalo s radikálními myšlenkami, jak sociálními, tak nacionálními. 
Za ruského panování bylo Lotyšsko v popředí industrializace a odbourávání nevolnických rysů společnosti, takže ke konci 19. století představovalo jednu z nejvíce rozvinutých částí Ruského impéria. Rostoucí sociální problémy a vzrůstající nespokojenost se projevily během revoluce roku 1905, kdy Riga hrála mezi dalšími ruskými oblastmi čelnou roli. V Lotyšsku během revoluce přitom převážily národní požadavky nad politickými a sociálními.

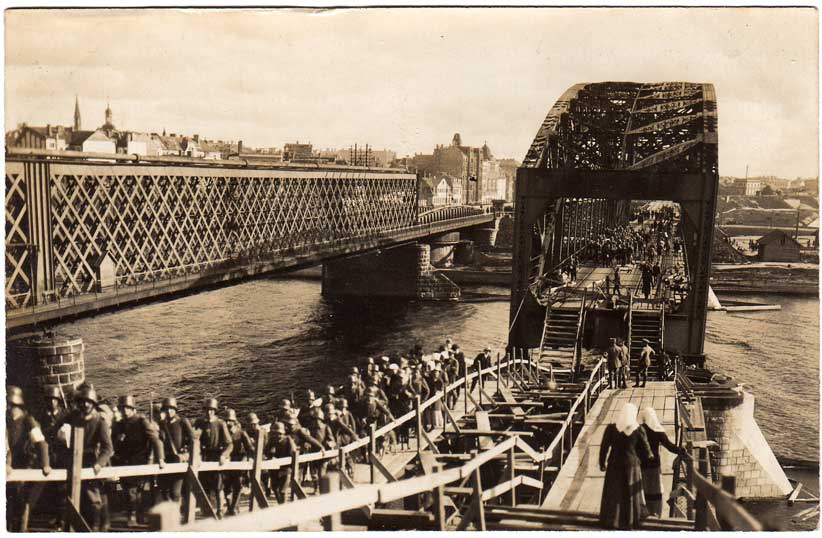
Německé jednotky okupují Rigu

První světová válka zasadila Lotyšsku tvrdé rány. 500 000 Lotyšů kvůli německé ofenzivě uprchlo na východ. Velká část potravin a domů byla ruskou armádou zničena, aby nepadly do německých rukou. Někteří uprchlíci se usadili ve Vidzeme (Livonsku), ale většina pokračovala do Ruska, kde se museli usadit v primitivních podmínkách. Trpěli hladem a nemocemi. (Mnoho z těchto uprchlíků se vrátilo do Lotyšska po roce 1920, část však v Rusku zůstala. V novém bolševickém státě řada z nich dosáhla vysokých armádních a stranických postů, avšak Lotyši se posléze stali jedním z hlavních terčů Stalinových čistek v letech 1937–1938 a většina byla popravena.) Bilance války byla děsivá. Počet obyvatel klesl z 2,55 milionu na 1,59 milionu. Lotyšsko nedosáhlo počtu obyvatel z roku 1914 už nikdy (v současnosti na jeho území žijí necelé 2 miliony lidí). Bylo zničeno 87 700 budov a 27 % orné půdy. Průmysl byl v troskách.
Brestlitevský mír mezi bolševickým Ruskem a Německem z 3. března 1918 předával Lotyšsko Němcům. Němci rychle zavedli okupační režim, který trval do 11. listopadu 1918. Během této doby se neúspěšně snažili vytvořit Spojené baltské vévodství, které by podléhalo pruskému trůnu. Tento projekt (stejně jako podobné Litevské království) se však zhroutil spolu s pádem Německá říše 9. listopadu a příměřím, jež podepsalo 11. listopadu.

### První republika

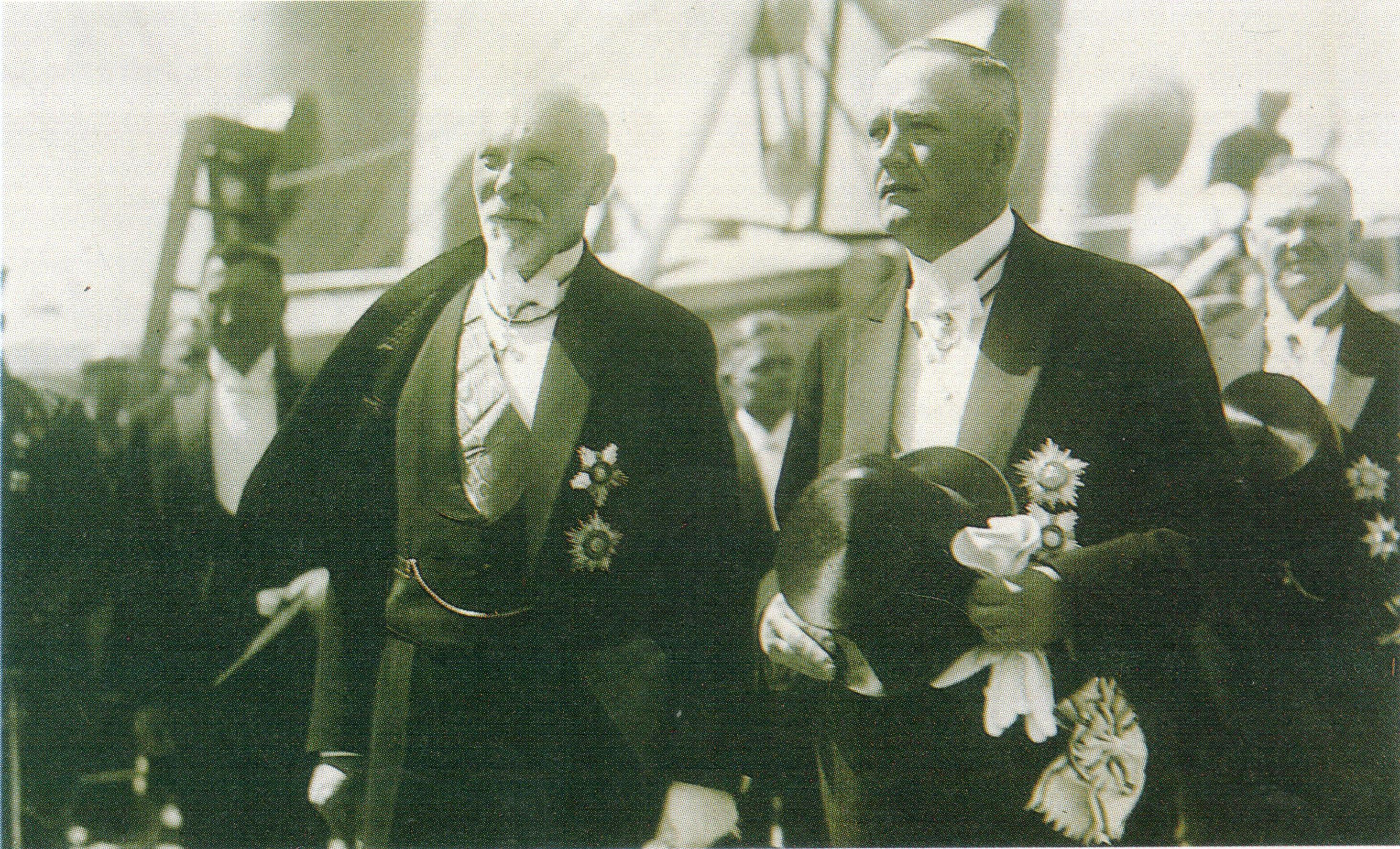
První prezident Jānis Čakste (vlevo) s finským prezidentem L. K. Relanderem

Lotyšsko se ocitlo v unikátní historické situaci: Rusko se ho oficiálně zřeklo a Německo se právě zhroutilo. Nadšení pro samostatný stát se rozšířilo do všech skupin obyvatel a přimělo je se konečně sjednotit. 17. listopadu 1918 tak vznikla jednotná Lidová rada (Tautas padome), která sjednotila sociální demokraty, Demokratický blok a Národní radu. Předsedou se stal pozdější první prezident Lotyšska Jānis Čakste. Lidová rada druhý den, 18. listopadu 1918, vyhlásila Lotyšskou republiku a zformovala prozatímní vládu. Prvním premiérem byl Kārlis Ulmanis. 

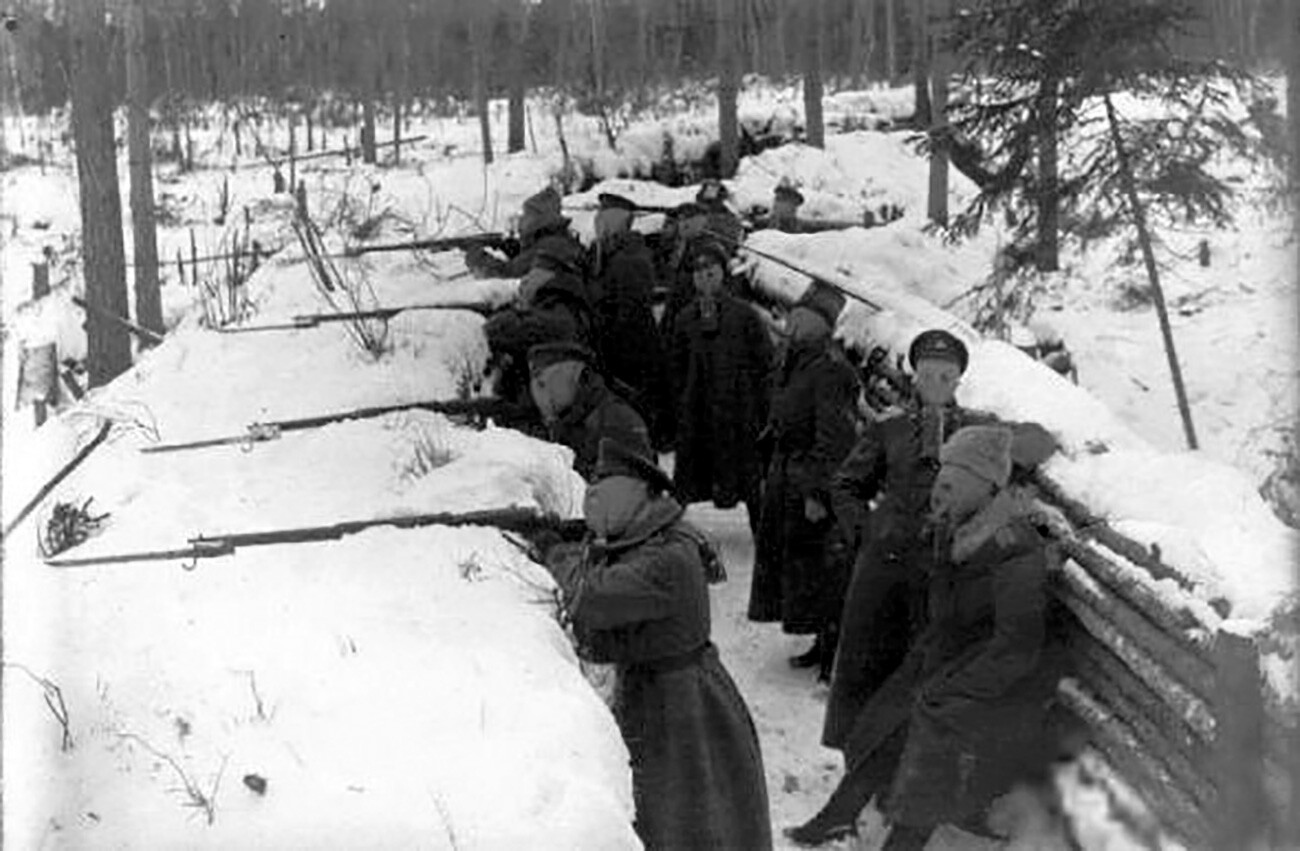
Litevští střelci očekávající útok bolševiků

26. listopadu 1918 nový stát uznalo Německo, byť místní Němci vytvořili se zbývajícími jednotkami německého císařství Zeměbranu (Baltische Landeswehr), která se proti nově vzniklému státu postavila. Bolševické Rusko neuznalo nový stát vůbec. Několik dní po vyhlášení nezávislosti zahájilo vojenskou intervenci do Pobaltí s cílem toto území připojit k sovětskému Rusku. V Lotyšsku se mohlo opřít o Iskolat (levicové sociální demokraty), který 19. listopadu 1918 vyhlásil, že Lotyšsko se stává součástí Ruské sovětské federace. Do čela bolševické lotyšské vlády se postavil právník Pēteris Stučka. Tím začala Lotyšská osvobozenecká válka. Zeměbranu Lotyši porazili v bitvě o Cēsis. S bojem proti Rusům pomohli Poláci. Spojené vojsko Poláků a Lotyšů se postavilo bolševické armádě v bitvě u Daugavpilsu, kde dosáhli drtivého vítězství. Rusko bylo nuceno požádat o klid zbraní a stáhlo se z území Lotyšska. 

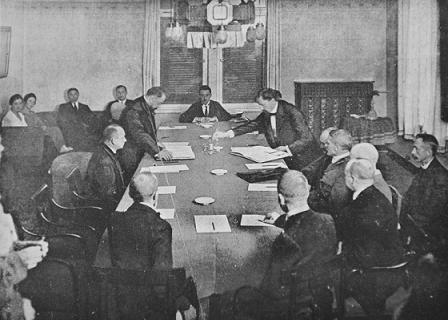
Podpis Rižské mírové smlouvy

V červnu byl podepsán mír s Německem a 11. srpna 1920 oficiálně válka skončila i s Ruskem Rižským mírem. V jeho 11. části se Rusko dokonce zavazovalo platit lotyšskému státu válečné reparace, což ilustruje, jak drtivá ruská prohra byla.

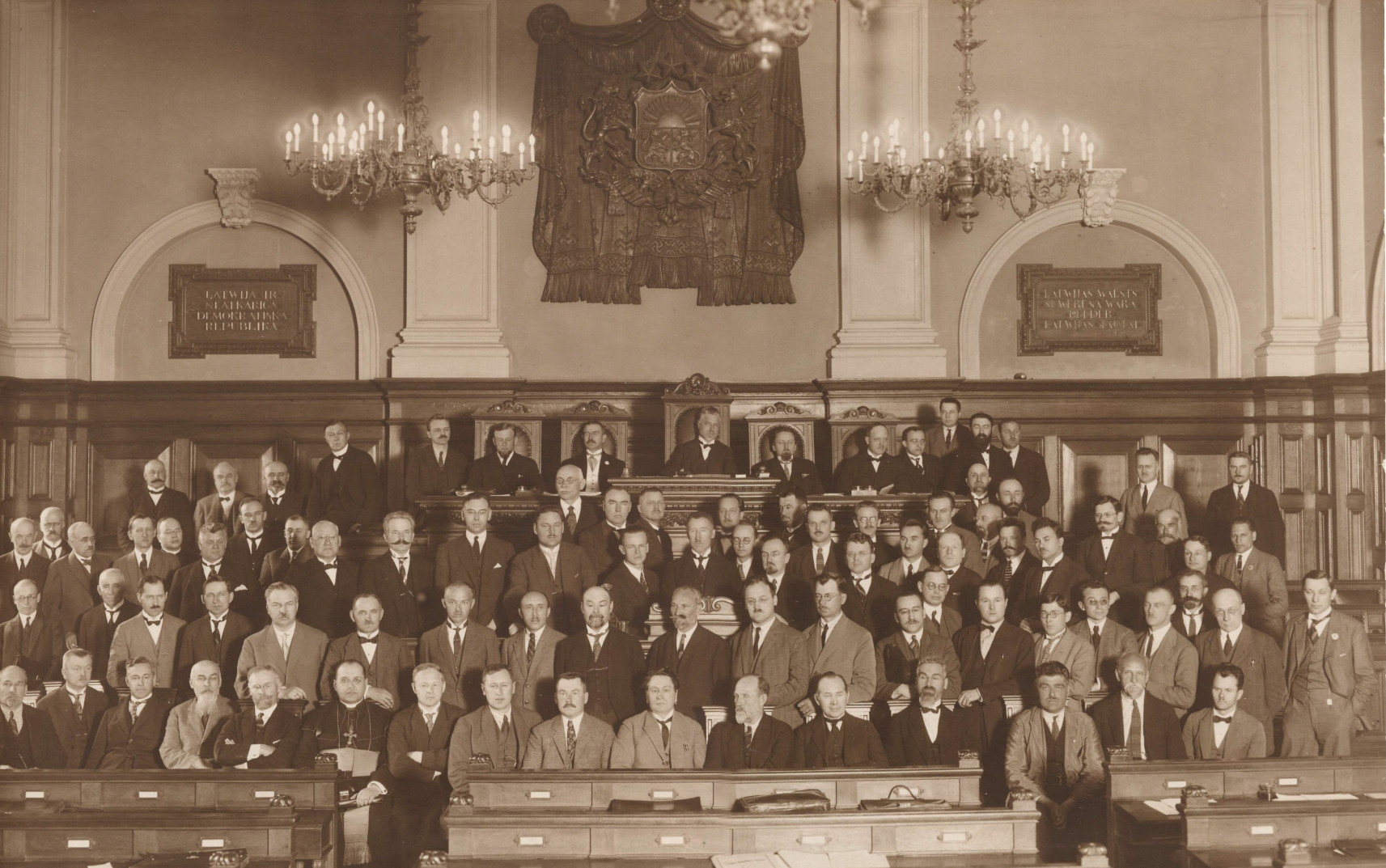
První lotyšský parlament (1922)

Nový stát uzavřel konkordát s Vatikánem (díky němu některé pravoslavné kostely byly předány katolíkům) a přijal pozemkovou reformu, jejímž cílem bylo rozdělit půdu německých šlechticů mezi drobné lotyšské zemědělce. A tak zatímco v roce 1897 bylo 61,2 % venkovského obyvatelstva bez půdy, v roce 1936 to bylo již jen 18 %. Němečtí šlechtici si mohli ponechat jen 50 hektarů na osobu. Mnoho z nich odešlo s trpkostí do Německa. Noví vlastníci půdy (tzv. Jaunsaimnieki) se stali poté stabilní voličskou oporou Ulmanisových agrárníků, kteří byli klíčovou silou první éry republiky. 

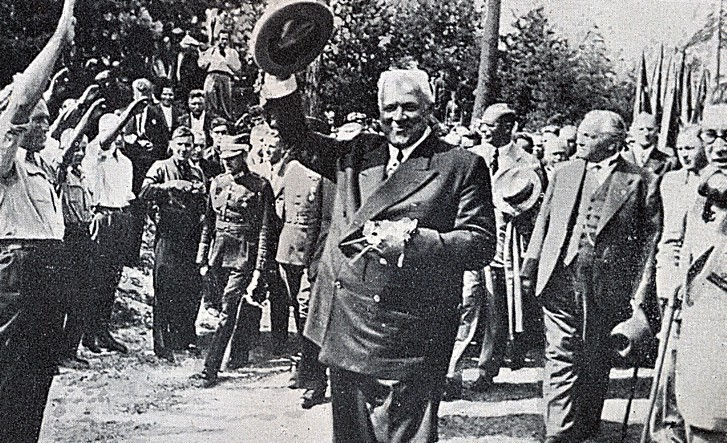
Karlis Ulmanis roku 1934 přebírá úplnou moc

Vztah sociálních demokratů, kteří měli po válce velkou podporu, k novému státu byl rozporuplný, neužívali na svých akcích státní vlajku, nezpívali státní hymnu, nechtěli do vlády, i když mohli. To vedlo k jejich rozštěpení a marginalizaci. Jejich politika ovšem také vedla k tvorbě nestabilních koaličních vlád. Krize politická vygradovala s velkou hospodářskou krizí. Roku 1934 Ulmanis provedl státní převrat a zavedl autoritářský režim. Jedním ze zdůvodnění převratu bylo, že je třeba zabránit nástupu fašistického hnutí Pērkonkrusts a provokacím baltských Němců, kteří stále více sympatizovali s německým nacismem. Hlavní obětí represí byli ovšem sociální demokraté. V koncentračním táboře v Liepāje bylo internováno 95 členů Pērkonkrusts a vedle toho 369 sociálních demokratů. Následovalo též masivní zestátňování, které mělo však význam spíše nacionalistický než socialistický – pod heslem „Lotyšsko Lotyšům“ Ulmanis vyvlastňoval především podniky etnických menšin – Němců, Rusů, Židů a Litevců. Tento proces ovšem neprovázely násilné excesy. V mnoha odvětvích vznikly státní monopoly.

### Sovětská nadvláda

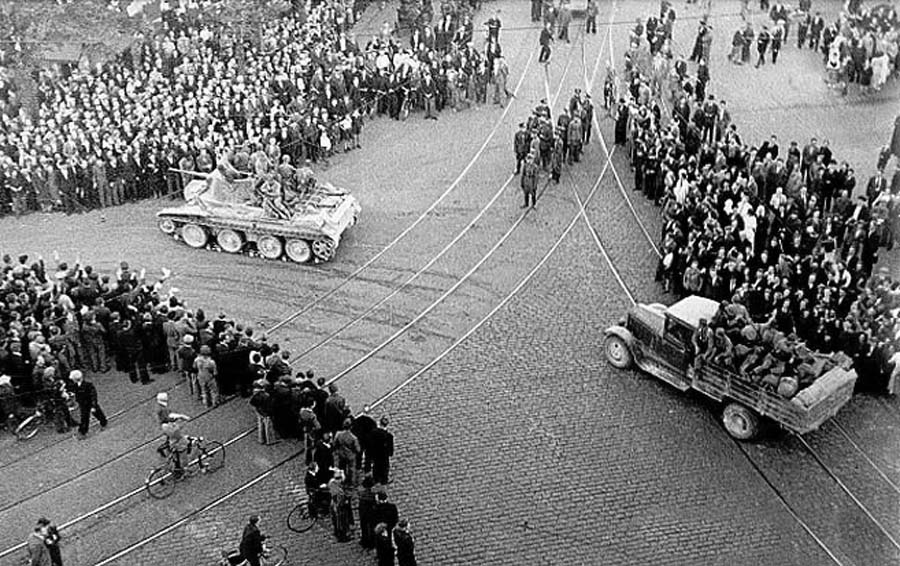
Sovětská armáda vstupuje roku 1940 do Rigy

Po vypuknutí druhé světové války bylo Lotyšsko 17. června 1940 okupováno a posléze anektováno Sovětským svazem. Během jednoho roku sovětské vlády před německou invazí byly desítky tisíc Lotyšů odvlečeny do sibiřských gulagů nebo povražděny. Němečtí vojáci byli proto na začátku války poměrně značnou částí obyvatelstva vítáni jako osvoboditelé, avšak v průběhu války se obyvatelstvo z důvodu zvěrstev páchaných německou armádou postavilo proti Němcům. Nacisté a místní kolaboranti povraždili přes 60 000 lotyšských Židů, mnoho z nich při masakrech v Rumbule a v Liepāji. Počáteční podporu Němců později zneužívala sovětská propaganda. Součástí Sovětského svazu jako Lotyšská sovětská socialistická republika zůstalo Lotyšsko až do rozpadu Sovětského svazu v roce 1991. 

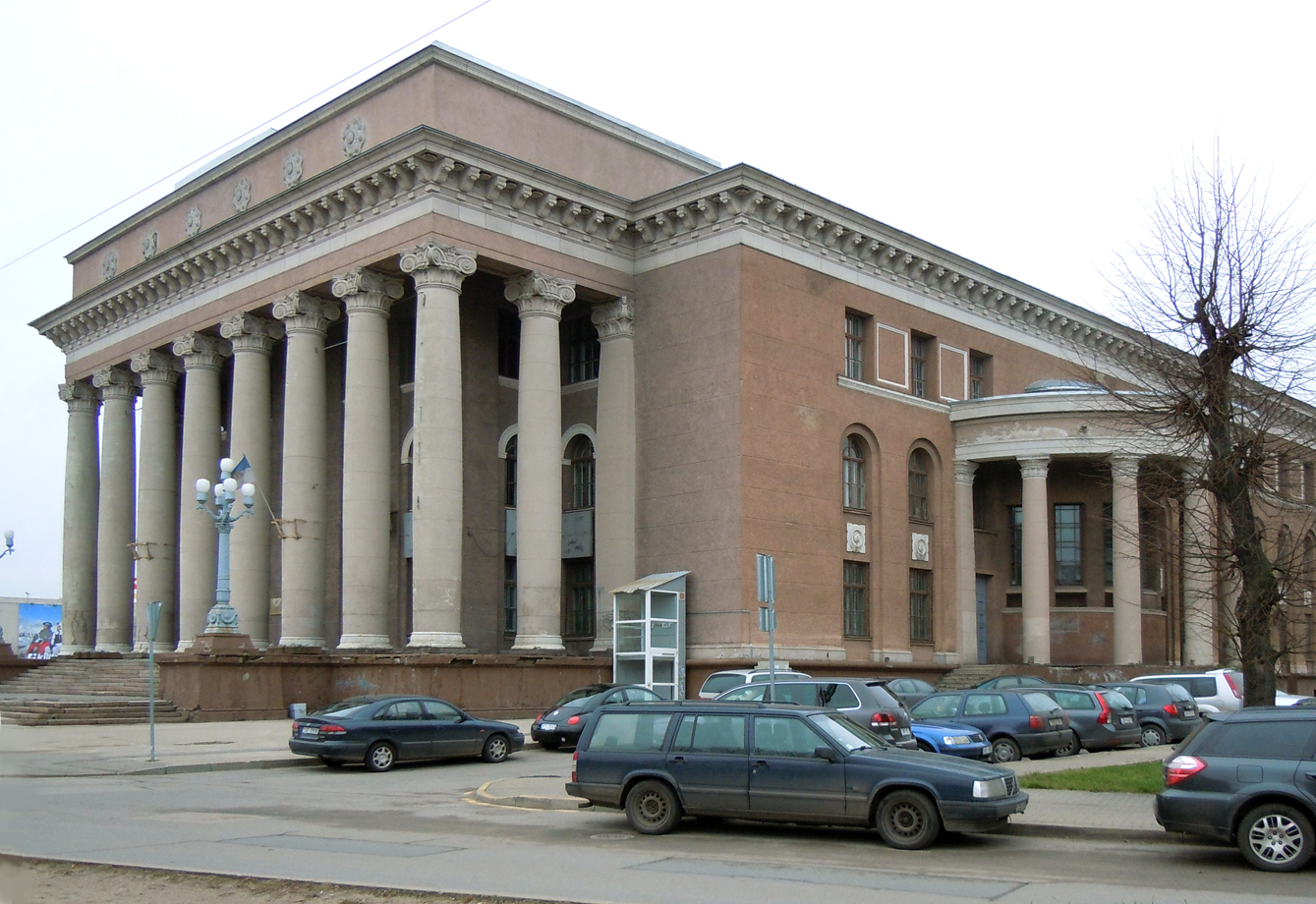
Palác kultury v Rize, dokončený roku 1960. Symbol komunistického Lotyšska

Lotyšsko, které bylo mezi světovými válkami zemědělskou zemí vyvážející potraviny do mnoha zemí Evropy, bylo během sovětské okupace přeorientováno na průmyslovou výrobu a jeho ekonomická samostatnost byla vnímána jako přežitek – země začala být integrována do sovětského ekonomického systému. Nové průmyslové podniky, či modernizované staré (například závod RVR na výrobu lokomotiv), získaly odbytiště v Sovětském svazu. Podobně docházelo také k výměně obyvatelstva i kulturních vlivů. Do Lotyšska se začaly stěhovat tisíce lidí z celého Sovětského svazu, hlavně pak Rusů. Naopak Lotyši se začali objevovat v ostatních čtrnácti republikách, tisíce kilometrů od své domoviny. Proto se velmi často také hovoří o rusifikaci Pobaltí. Přestože lotyština zůstala oficiálním jazykem, byla doplněna ruštinou, která měla na úrovni svazu dominantní význam. Po Stalinově smrti roku 1953 se skupina tzv. národních komunistů vedená Eduardsem Berklavsem pokusila nové vedení SSSR přimět k získání vyššího stupně autonomie pro Lotyšsko a ochraně lotyšského jazyka, jehož pozice se rychle zhoršovala. Nebyli úspěšní. V roce 1959 po Chruščovově návštěvě Lotyšska byli tzv. národní komunisté zbaveni svých funkcí a Berklavs musel Lotyšsko opustit. Rusifikace naopak ještě zesílila. Jen v roce 1959 přišlo zhruba 400 000 osob a poměr lotyšského etnika v Lotyšsku klesl na 62 % (předválečný podíl byl asi 77 procent). V roce 1989 tvořili etničtí Lotyši v Lotyšsku již jen asi 52 % populace. 

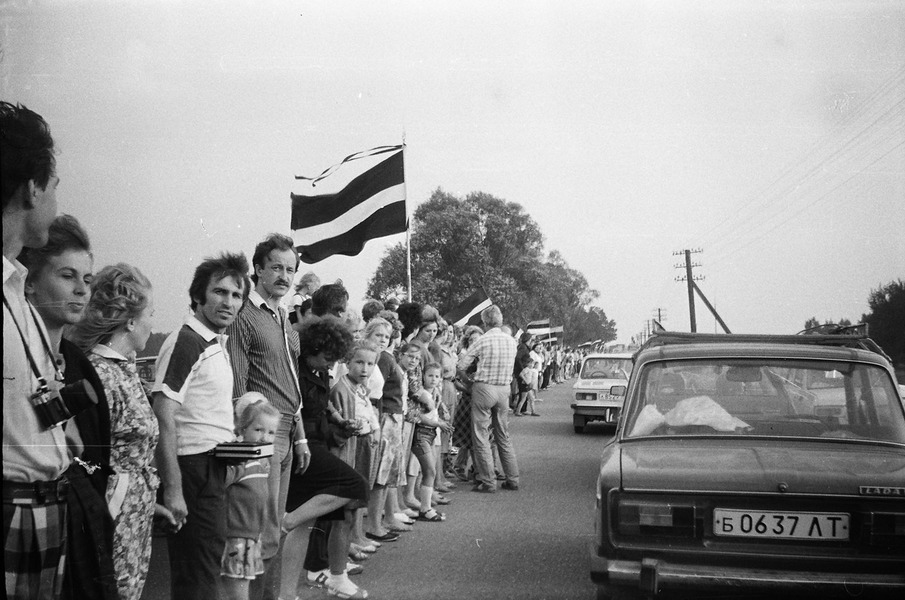
Baltský řetěz

Po roce 1985 došlo v rámci perestrojky k řadě reforem, jejichž součástí bylo také zajištění ekonomické soběstačnosti jednotlivých republik. V létě 1987 lidskoprávní organizace Helsinki-86 v Rize uspořádala první velké demonstrace u Pomníku svobody. Ještě v časech perestrojky bylo také založeno několik organizací, které se staly zárodkem politických stran. Mezi nimi největší význam měla Lotyšská lidová fronta (Tautas Fronte) Ivarse Godmanise. Svou roli sehrály i Lotyšské hnutí za národní nezávislost (Latvijas Nacionālās Neatkarības Kustība) a Občanský kongres (Pilsoņu kongress). Tyto skupiny začaly pozvolna mluvit o obnovení národní nezávislosti. 
K 50. výročí paktu Molotov–Ribbentrop (23. srpna 1989) uspořádaly tyto organizace (spolu s podobnými v Litvě a Estonsku) slavnou akci – lidský řetěz, který se táhl 600 kilometrů od Tallinnu přes Rigu až do Vilniusu. Nenásilná akce zvaná Baltský řetěz měla obrovský náboj. Lotyši dobře chápali, co taková akce znamená právě v takový den. Sérii podobných akcí, k nimž často docházelo na hudebních festivalech v celém Pobaltí, se někdy říká Zpívající revoluce.

### Nezávislost

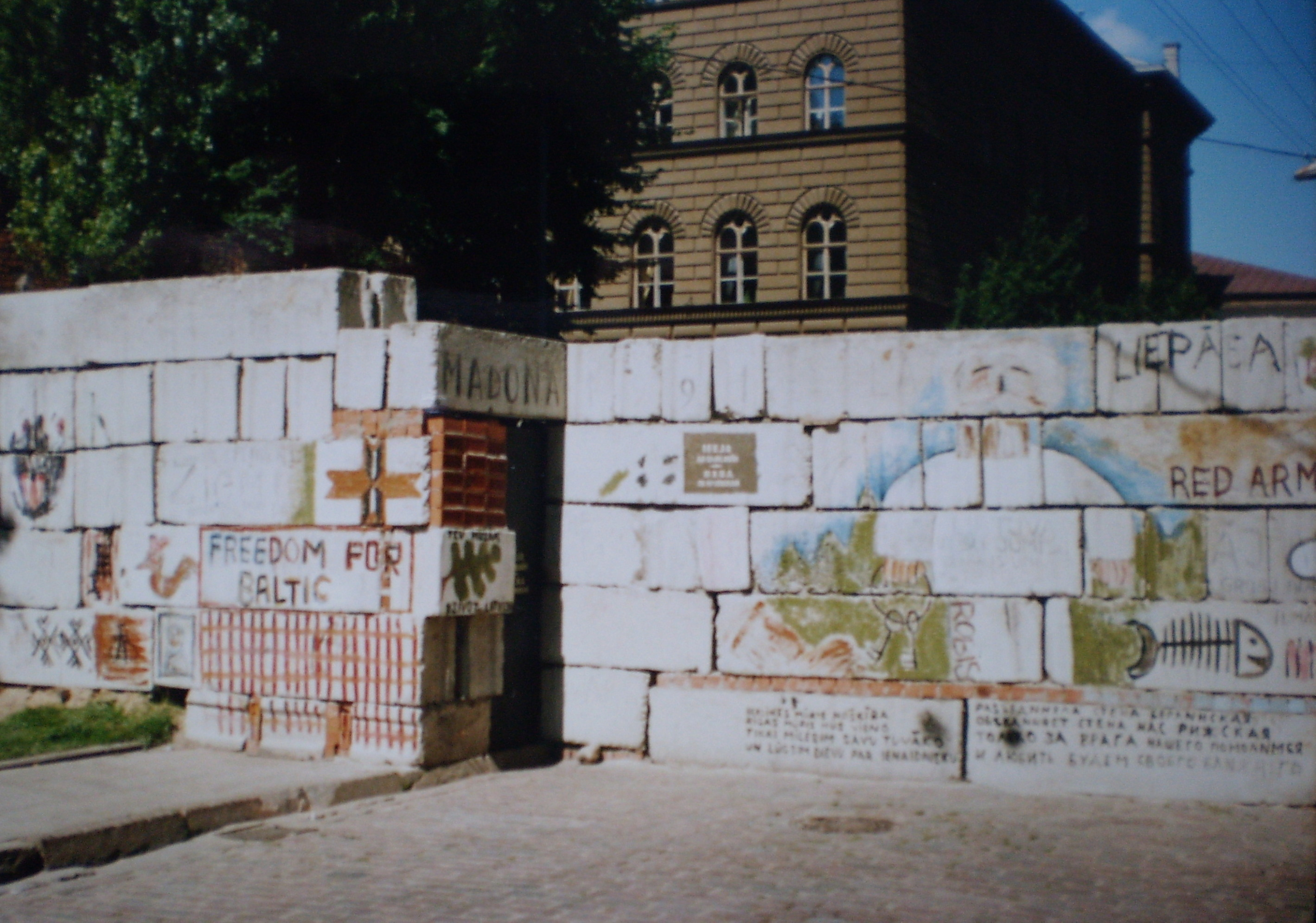
Barikáda proti ruským tankům z roku 1991

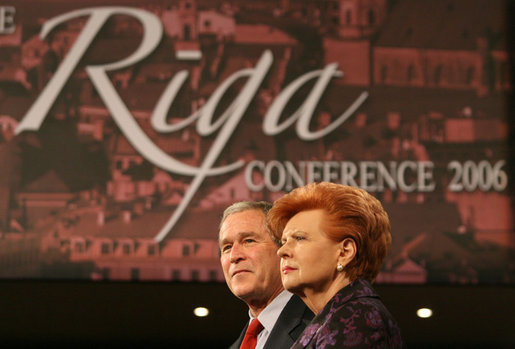
George W. Bush a Vaira Vīķe-Freibergová

Kandidáti Lidové fronty získali v prvních demokratických volbách od 30. let konaných v březnu 1990 dvoutřetinovou většinu v Nejvyšší radě. Vzápětí zahájili kroky k zisku plné nezávislosti. Rada 4. května 1990 přijala prohlášení o obnovení nezávislosti, byť počítalo s přechodným obdobím. V lednu 1991 se konzervativní komunistické síly pokusily obnovit sovětskou moc s použitím násilí. Lotyšským demonstrantům se však podařilo zabránit sovětským armádním jednotkám v opětovném obsazení strategických pozic. Sovětská moc byla zcela zdiskreditována a v rozkladu. 21. srpna 1991 (do jisté míry v reakci na neúspěšný pokus o převrat v Moskvě) parlament odhlasoval ukončení přechodného období, čímž obnovil lotyšskou předválečnou nezávislost. Jako první uznal nový stát Island. 6. září 1991 byla lotyšská nezávislost uznána Sovětským svazem, který se záhy rozpadl. Rusko ukončilo svou vojenskou přítomnost dokončením stažení vojsk v roce 1994 a uzavřením radarové stanice Skrunda-1 v roce 1998.
Jedním z prvních problémů, které nový stát musel vyřešit, byla otázka občanství. Lidová fronta původně prosazovala, aby všichni obyvatelé s trvalým pobytem měli nárok na lotyšské občanství. To se však mnohým jevilo jako riziko pro stabilitu nového demokratického systému. Občanství tak bylo uděleno jen osobám, které byly občany Lotyšska v den ztráty nezávislosti v roce 1940, a jejich potomkům. V důsledku toho většina etnicky nelotyšských obyvatel nezískala občanství. Do roku 2011 více než polovina těchto osob složila naturalizační zkoušky a lotyšské občanství obdržela, ale v roce 2015 bylo v Lotyšsku stále ještě 290 660 osob bez státní příslušnosti, což představovalo 14,1 % populace. 71 % z těchto lidí jsou etničtí Rusové, což využívá Rusko ve svých kampaních proti Lotyšsku. Bez občanství se tito obyvatelé především nemohou účastnit parlamentních voleb. Jejich děti však automaticky nárok na občanství mají. V roce 2012 proběhlo referendum, v němž Lotyši drtivou většinou 78 procent hlasů odmítli, aby se ruština stala druhým oficiálním jazykem země.
Vaira Vīķe-Freibergová se roku 1999 stala první ženskou hlavou státu v postsovětské zemi.
Dalším zásadním projektem byla integrace s evropskými státy, hlavně pak vstup do EU. Do této organizace vstoupila země 1. května 2004 (viz Vstup Lotyšska do Evropské unie), ve stejném roce se také stala členem NATO. Odbourání celních bariér a připojení k jednotnému hospodářskému prostoru se sice ukázalo pro lotyšské hospodářství jako velmi pozitivní krok, země měla po řadu let nejvyšší hospodářský růst v EU, dopadla na ni ale velmi těžce hospodářská krize z přelomu let 2008 a 2009, kdy se země dostala do velkých potíží a mluvilo se i o státním bankrotu. Zhruba v roce 2012 se ale ekonomika vzpamatovala, země obnovila nejvyšší růst v EU a splatila své dluhy. K 1. lednu 2014 Lotyšsko přijalo evropskou měnu euro. 1. července 2016 se stalo členem Organizace pro hospodářskou spolupráci a rozvoj (OECD).

## Státní symboly
Státní symboly Lotyšska navazují na symboly používané v období nezávislosti státu v letech 1918–1940. S prohlášením nezávislosti Lotyšska na Sovětském svazu roku 1990 byly přijaty současné státní symboly, samostatný stát pak vznikl v roce 1991.

### Vlajka
Lotyšská vlajka je tvořena listem o poměru stran 1:2 se třemi vodorovnými pruhy: karmínovým, bílým a karmínovým v poměru šířek 2:1:2.

### Znak
Lotyšský státní znak je uzákoněn ve třech variantách. Malý znak je tvořen děleným, od středu polceným štítem. V horním, modrém poli je zlaté, rostoucí slunce s 21 paprsky. V heraldicky pravém, dolním, stříbrném poli je červený lev, v pravém, červeném poli je stříbrný gryf s taseným mečem. Nad štítem jsou tři zlaté, plnější, pěticípé hvězdy. Střední znak navíc obklopují dvě zkřížené dubové ratolesti. Velký znak je doplněn o štítonoše, kterými jsou červený lev a stříbrný gryf ze znaku, stojící na dubových ratolestech, které jsou svázány stuhou v národních barvách.

### Hymna
Lotyšská hymna je píseň Dievs, svētī Latviju (česky Bože, požehnej Lotyšsku). Hudbu i slova napsal Kārlis Baumanis.

## Geografie

### Povrch

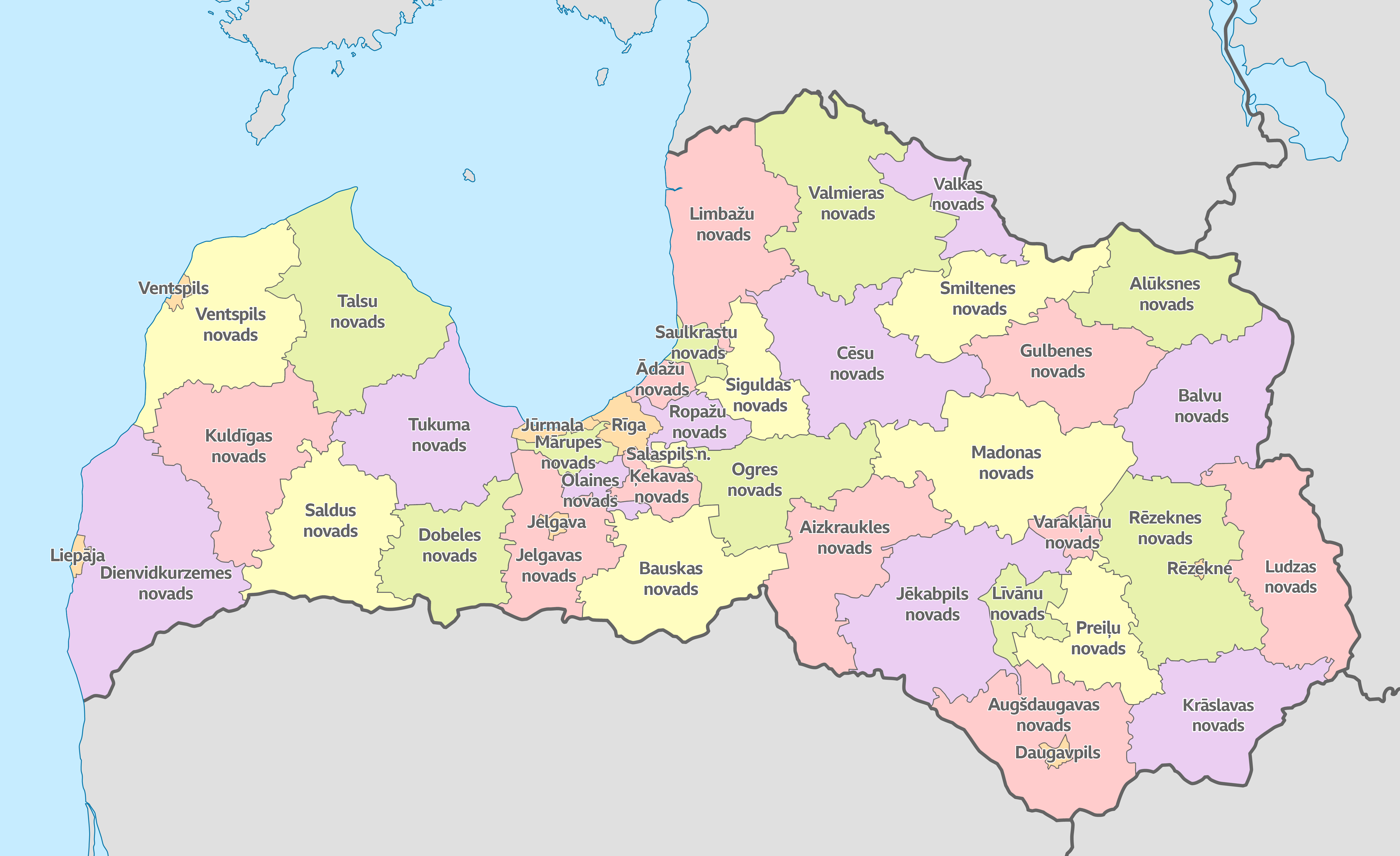
Kraje v Lotyšsku

Povrch je většinou rovinatý, nížinný, místy s pahorkatinami. Hlavním a nejvyšším pohořím jsou Vidzemské vrchy. Území Lotyšska bylo modelováno pleistocennímledovcem. Zůstaly po něm morény a nánosy, které tvoří na západě Kuronskou a na východě Livonskou vrchovinu. Lotyšsko hraničí s Litvou (588 km) na jihu, s Běloruskem (161 km) na jihovýchodě, s Ruskem (246 km) na východě a s Estonskem (343 km) na severu.
Celé území státu leží na pevnině, Lotyšsku nepatří v Baltském moři žádný ostrov. Podél mořského pobřeží leží pásmo písečných dun.
V Lotyšsku je hustá říční síť, řek je v zemi 12 500. Největšími jsou Daugava, Venta a Gauja. Celková délka řek v Lotyšsku je 38 000 kilometrů. Je zde také mnoho jezer, celkem 2 256. Mají celkovou rozlohu 1 000 kilometrů čtverečních. Velkými jezery jsou Lubanas či Rāznas. V zemi je též mnoho bažin, které tvoří 10 % rozlohy státu. 42 % z těchto bažin jsou rašeliniště, 49 % slatiny a 9 % jsou přechodná rašeliniště. 70 % procent bažin je civilizací nedotčeno a jsou útočištěm pro mnoho vzácných druhů rostlin a zvířat. Zemědělské plochy zabírají 1 815 900 hektarů, což je 29 % celkové rozlohy. 

### Podnebí
Podnebí Lotyšska patří do chladnějšího mírného pásu, na východě s kontinentálním vlivem. Se zvětšující se vzdáleností od moře se zvyšují i teplotní rozdíly. Průměrná lednová teplota je −5 °C a červencová 17 °C. Průměrný roční úhrn srážek činí 630 mm, v Livonské vrchovině až 800 mm.

### Fauna a flóra

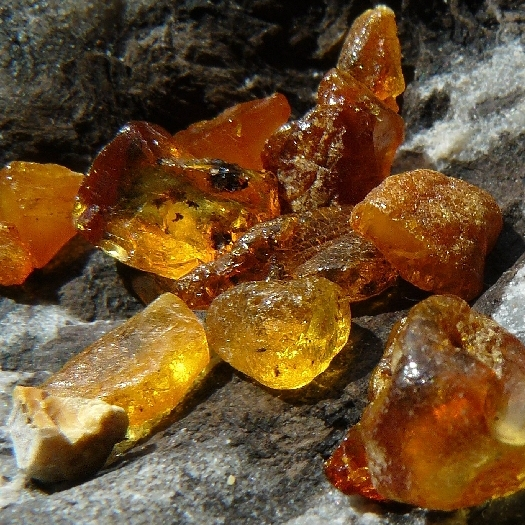
Jantar, fosilizovaná pryskyřice třetihorních jehličnanů, je velkým lotyšským symbolem

V Lotyšsku je evidováno přibližně 30 000 druhů rostlin a zvířat. Mezi běžné druhy volně žijících živočichů v Lotyšsku patří jelen, divočák, los, medvěd, liška. Mezi druhy, které jsou v jiných evropských zemích ohroženy, ale v Lotyšsku jsou běžné, patří čáp černý (Ciconia nigra), chřástal polní (Crex crex), orel mořský (Aquila pomarina), strakapoud bělohřbetý (Picoides leucotos), jeřáb popelavý (Grus grus), bobr evropský (Castor fiber), vydra říční (Lutra lutra), vlk obecný (Canis lupus) nebo rys ostrovid (Felis lynx). V přírodní rezervaci Pape, kam byli znovu vysazeni bizoni a divocí koně, je nyní téměř kompletní holocénová megafauna. Několik druhů flóry a fauny je považováno za národní symboly. Národními stromy jsou dub a lípa, národní květinou sedmikráska, konipas bílý je považován za národního ptáka. Velkým symbolem Lotyšska je také jantar. Byl to právě jantar, který skrze jantarovou stezku již ve starověku spojil Pobaltí se středomořskou antickou civilizací. Dodnes patří jantar k nejoblíbenějším turistickým suvenýrům.
Lotyšsko má čtyři národní parky. Národní park Gaujas v povodí stejnojmenné řeky je největší v Pobaltí a je nejstarším lotyšským národním parkem, založeným roku 1973. Po zisku samostatnosti vznikly ještě tři národní parky – Národní park Ķemeri (vyhlášen 1997), Národní park Slītere (1999) a Národní park Rāzna (2007). Všechna nějak chráněná území mají rozlohu 2,790 kilometrů čtverečních, což představuje 20 procent rozlohy Lotyšska. Lotyšsko má 5. nejvyšší pokrytí územím lesy v Evropské unii, po Švédsku, Finsku, Estonsku a Slovinsku. Lesy zabírají 3 497 000 hektarů neboli 56 % celkové rozlohy země.

## Politika

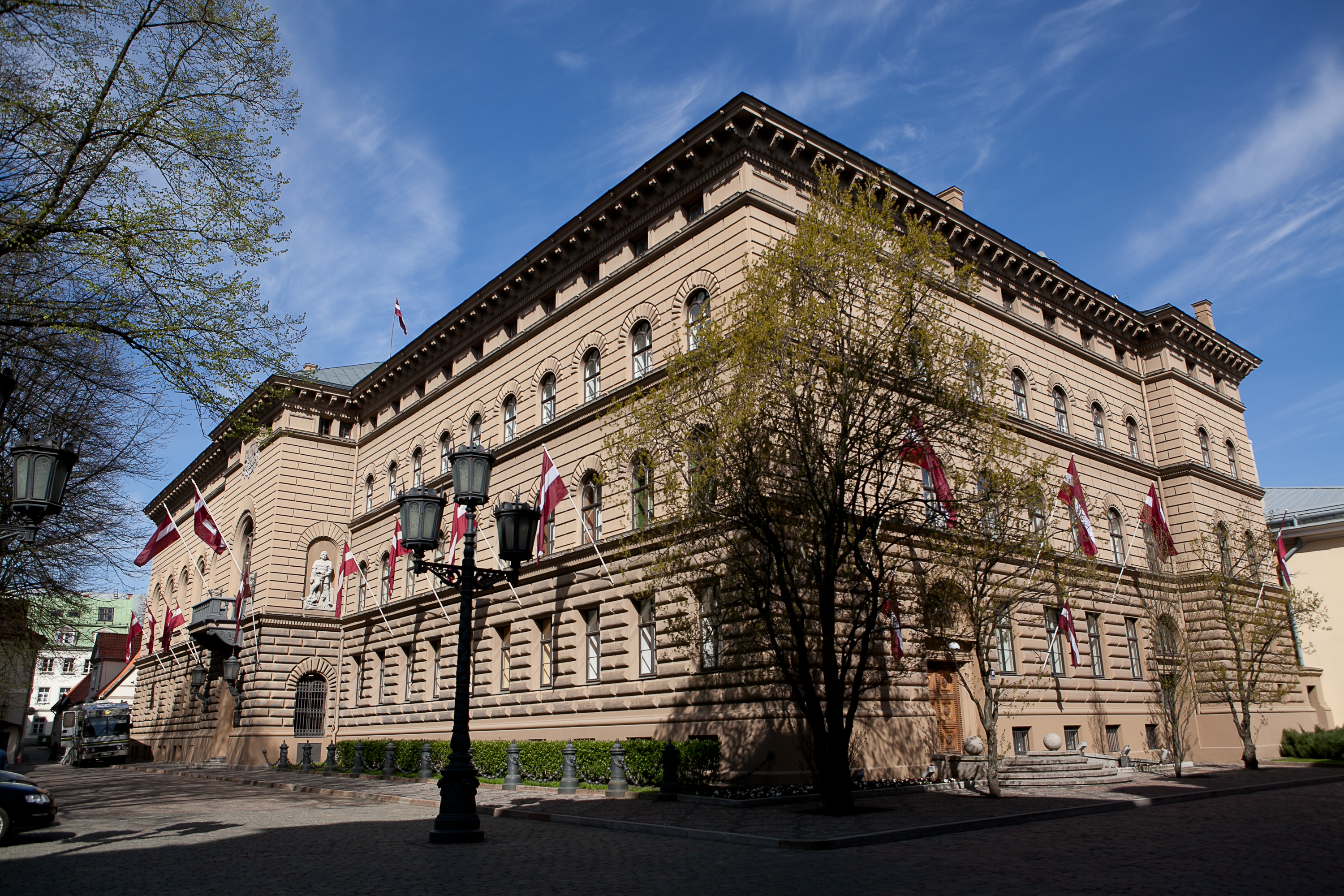
Sídlo parlamentu

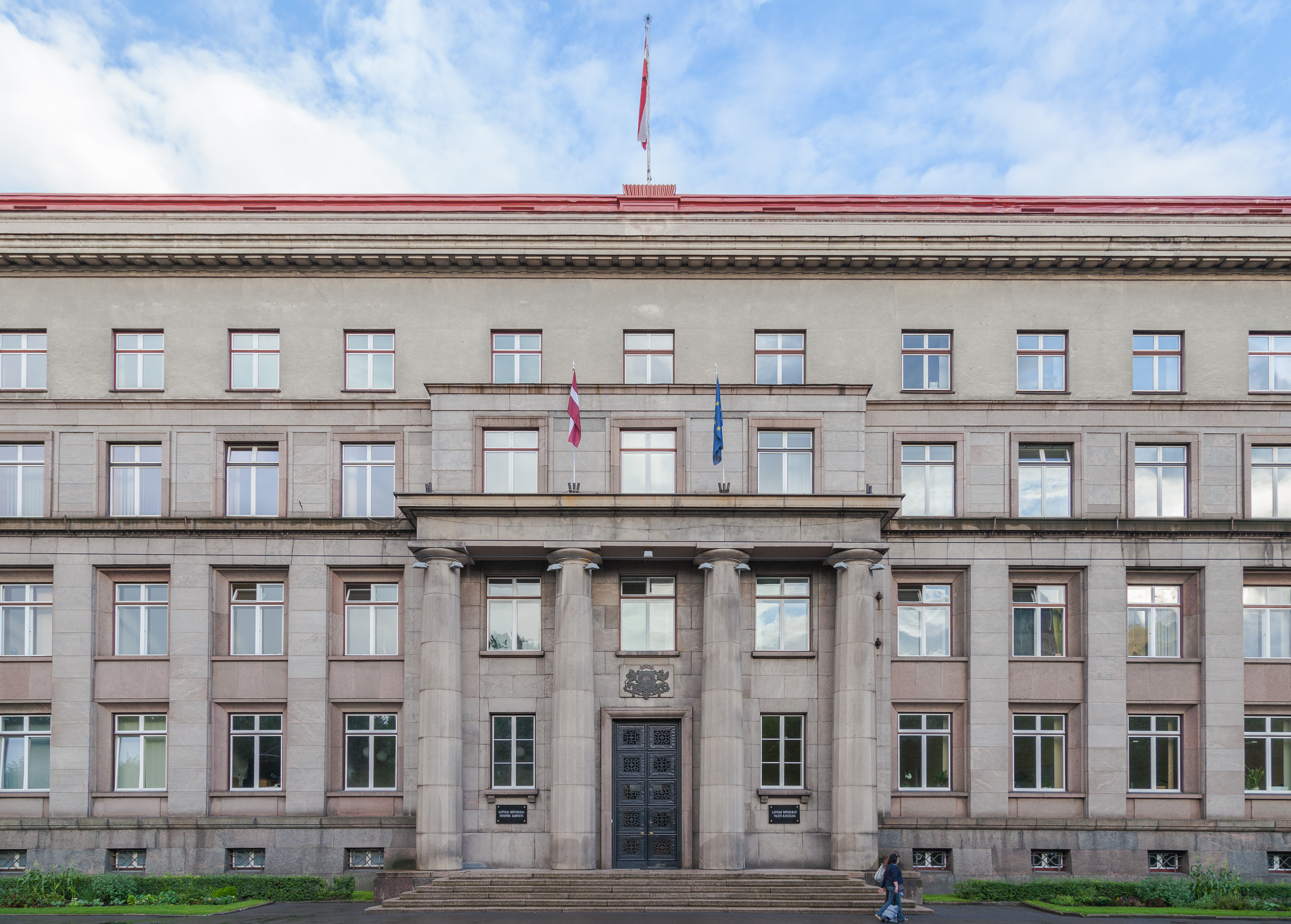
Vláda sídlí v Justičním paláci, spolu s Nejvyšším soudem a ministerstvem spravedlnosti

Lotyšsko má jednokomorový parlament (Saeima), do nějž se každé čtyři roky volí 100 zastupitelů. Parlament na čtyřleté období volí prezidenta republiky s možností jednoho znovuzvolení. Prezident jmenuje premiéra a jeho vláda se uchází o důvěru parlamentu. Zákonodárná iniciativa náleží vládě, prezidentovi, parlamentní komisi, pěti poslancům či jedné desetině oprávněných voličů. Parlament vyslovuje důvěru vládě, kterou sestavuje premiér navržený prezidentem, parlament může vyjádřit nedůvěru předsedovi vlády (vládě jako celku) nebo jednotlivým ministrům. 
Prezidentem Lotyšské republiky byl v roce 2023 zvolen Edgars Rinkēvičs. Úřadu se oficiálně ujal 8. července 2023. Vystřídal prezidenta Egilse Levitse, zvoleného v roce 2019.
Prvním postsovětským prezidentem byl Guntis Ulmanis (1993–1999), po něm zastávala tento úřad po dvě období Vaira Vīķe-Freiberga (1999–2007) a následoval Valdis Zatlers (2007–2011). V roce 2011 byl prezidentem zvolen Andris Bērziņš, v roce 2023 Edgars Rinkēvičs.
Premiérkou je od 15. září 2023 Evika Siliňová, vystřídala Arturse Krišjānise Kariņše. 
Každé zasedání vlády je od roku 2013 živě vysíláno na internetu.
Starostou hlavního města Rigy je Vilnis Ķirsis. 
16. března slaví váleční veteráni této země lotyšský den legionářů, nejedná se ale o oficiální státní svátek. Jeho součástí je i tradiční pochod na oslavu lotyšských veteránů z jednotek Waffen-SS, včetně lotyšské divize SS. Lotyšsko je tedy jeden z mála států, které, ač členy EU a NATO, mají otevřeně takovéto, minimálně kontroverzní, tradice. V roce 2014 skončil v lotyšské vládě ministr životního prostředí a místního rozvoje Einars Cilinskis, protože trval na své účasti v tomto pochodu. V řadách jednotek SS bojovalo za války okolo 140 000 Lotyšů. Přibližně stejný počet Lotyšů bojoval proti nacistům v řadách Rudé armády. V roce 2019 u příležitosti 75. výročí bojů jednotek lotyšských SS s Rudou armádou u obce Mores vystoupil zase s projevem na podporu esesáků nově jmenovaný ministr obrany Artis Pabriks. Pabriks při účasti několika nejvyšších důstojníků armády a před několika veterány lotyšských SS řekl mj., že: "Lotyšští legionáři jsou chloubou lotyšského lidu a země.“ Po mnoha negativních ohlasech (mj. písemná stížnost gen. tajemníkovi NATO J.Stoltenbergovi) byl projev pár dnů po vyvěšení jeho textu na webu Ministerstva obrany ze stránek stažen. Na politickou kariéru A.Pabrikse už tato aféra na rozdíl od Cilinskise vliv neměla.

### Administrativní dělení Lotyšska

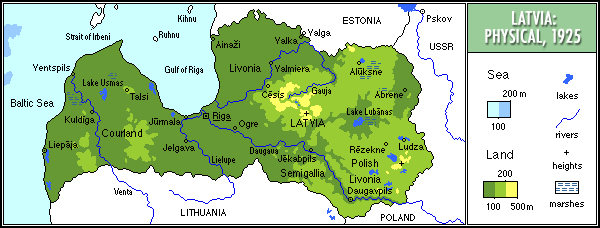
Mapa Lotyšska, 1920-1940

K datu 1. července 2021 se Lotyšsko nově a na nejvyšší úrovni dělí na 36 krajů (novadi, jednotné číslo novads) a 7 státních měst (Valstspilsēta). V porovnání s Českou republikou mají lotyšské kraje spíše rozlohu českých okresů a někdy bývají i takto chápány.
Mimo toto dělení jsou ústavou uznány i čtyři historické regiony, přestože nemají zcela přesně vymezené hranice a nejsou ani samosprávnými celky, ani stupni státní správy. Těmito regiony jsou Kurzeme (Kuronsko) na západě, Vidzeme (Livonsko) na severu, Latgale (Latgalsko) na východě a Zemgale (Zemgalsko) ve středu země na jih od Rigy.

### Zahraniční vztahy

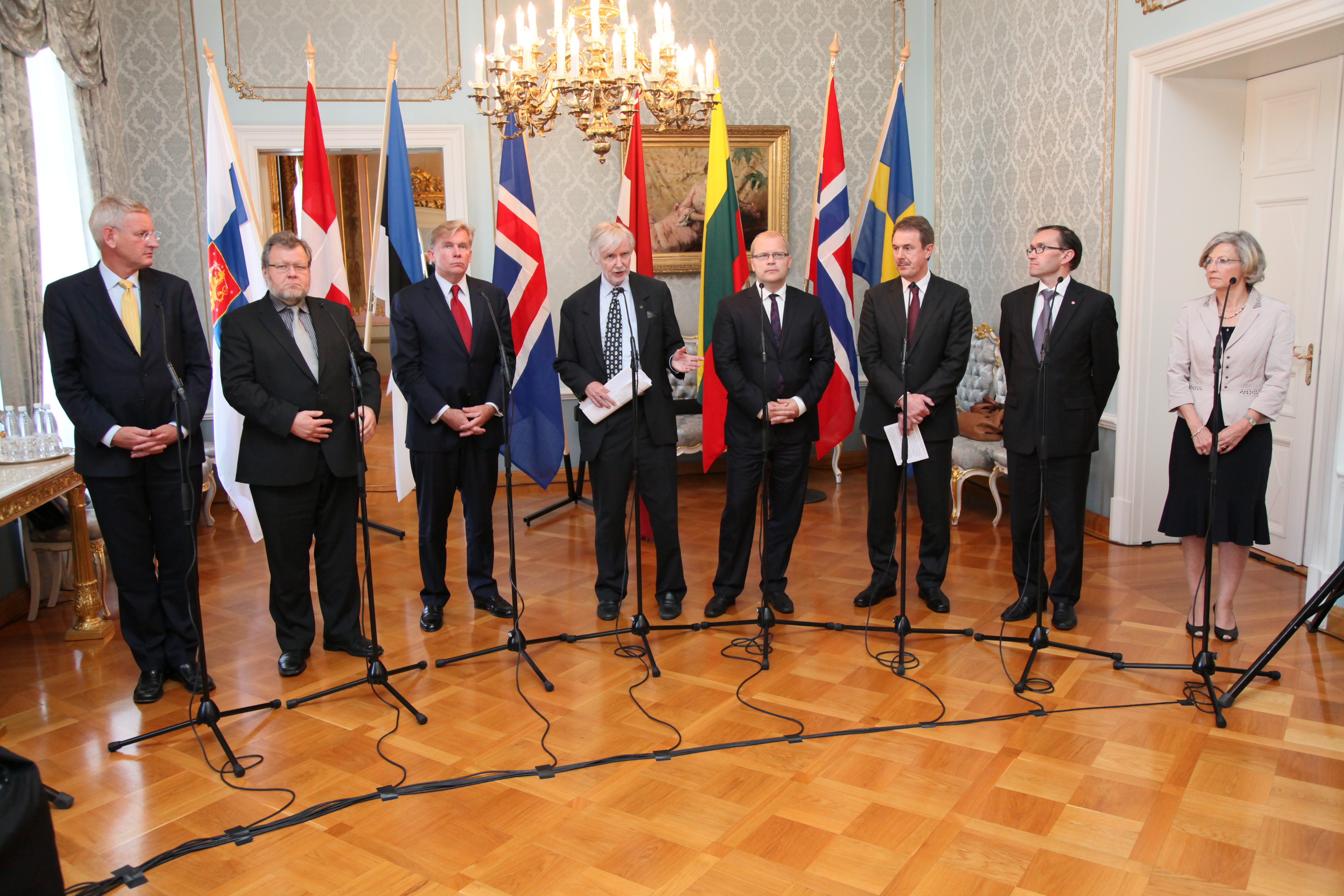
Ministři zahraničí pobaltských a severských zemí v Helsinkách roku 2011

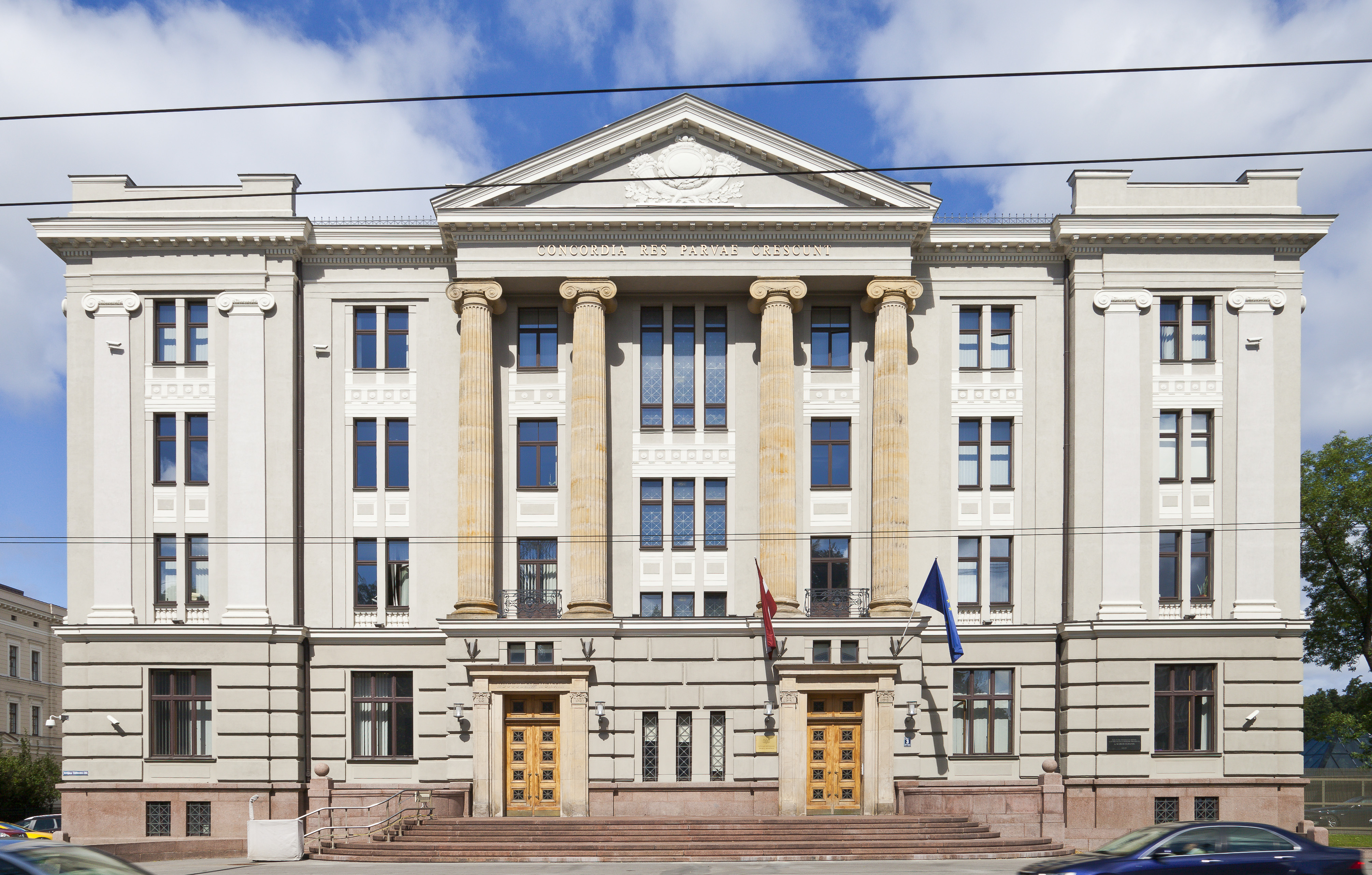
Ministerstvo zahraničních věcí v Rize

Lotyšsko je členem Organizace spojených národů, Evropské unie, Rady Evropy, NATO, OECD, OBSE, Mezinárodního měnového fondu a Světové obchodní organizace. Je také členem Rady států Baltského moře a součástí schengenského prostoru. 
Lotyšsko navázalo diplomatické styky se 158 zeměmi. Má 44 diplomatických a konzulárních misí a spravuje 34 zastupitelských úřadů a 9 stálých zastoupení v zahraničí. V lotyšském hlavním městě Rize je 37 zahraničních ambasád a 11 mezinárodních organizací. V Lotyšsku má sídlo i jedna z instituci Evropské unie: Sdružení evropských regulačních orgánů pro elektronické komunikace (BEREC).
Mezi priority zahraniční politiky Lotyšska patří tradiční pobaltská spolupráce, od 90. let se rozvíjející spolupráce se severskými zeměmi, evropská integrace a transatlantická bezpečnostní spolupráce, zejména spojenectví se Spojenými státy. Důležitým prvkem lotyšské zahraniční politiky je také posílení stability a demokracie v zemích Východního partnerství EU (Ukrajina, Arménie, Gruzie, Ázerbájdžán, původně i Bělorusko, později vyloučené). 
Pobaltské země měly po získání samostatnosti několik možností, kde hledat klíčové geopolitické partnery. Historické vazby mířily do Polska, Běloruska či na Ukrajinu, ony však zvolily především seversko-baltskou spolupráci (zejm. s Finskem, Švédskem a Norskem). Seversko-baltská osmička je společná platforma vlád Dánska, Estonska, Finska, Islandu, Lotyšska, Litvy, Norska a Švédska. Tzv. Seversko-baltská šestka spojuje seversko-baltské země, které jsou členskými státy Evropské unie. Severská rada ministrů má kancelář v Rize. 
Lotyšsko se účastní programu Severní dimenze (spolupráce EU, Norska, Islandu a Ruska). V roce 2013 Riga hostila zasedání Northern Future Forum, dvoudenní neformální setkání předsedů vlád seversko-baltských zemí a Spojeného království. 
Lotyšsko hostilo v roce 2006 Summit NATO a od té doby se výroční konference v Rize stala předním fórem zahraniční a bezpečnostní politiky v severní Evropě. Lotyšsko předsedalo Radě Evropské unie v první polovině roku 2015.
Tradičně nejkomplikovanější vztahy má Lotyšsko s Ruskem. Především kvůli obavám z ruského imperialismu a z toho, že se ruská menšina v Lotyšsku stane ruskou pátou kolonou. S tím jsou spojené zhoršené vztahy s Běloruskem, jež se stalo ruským vazalem, a provádí řadu provokačních a nátlakových akcí v jeho zájmu. Problémem se stal například běloruský "dovoz migrantů" z Blízkého východu a pomáhání jim s ilegálním přechodem hranic do Lotyšska i jiných států EU.

## Ekonomika

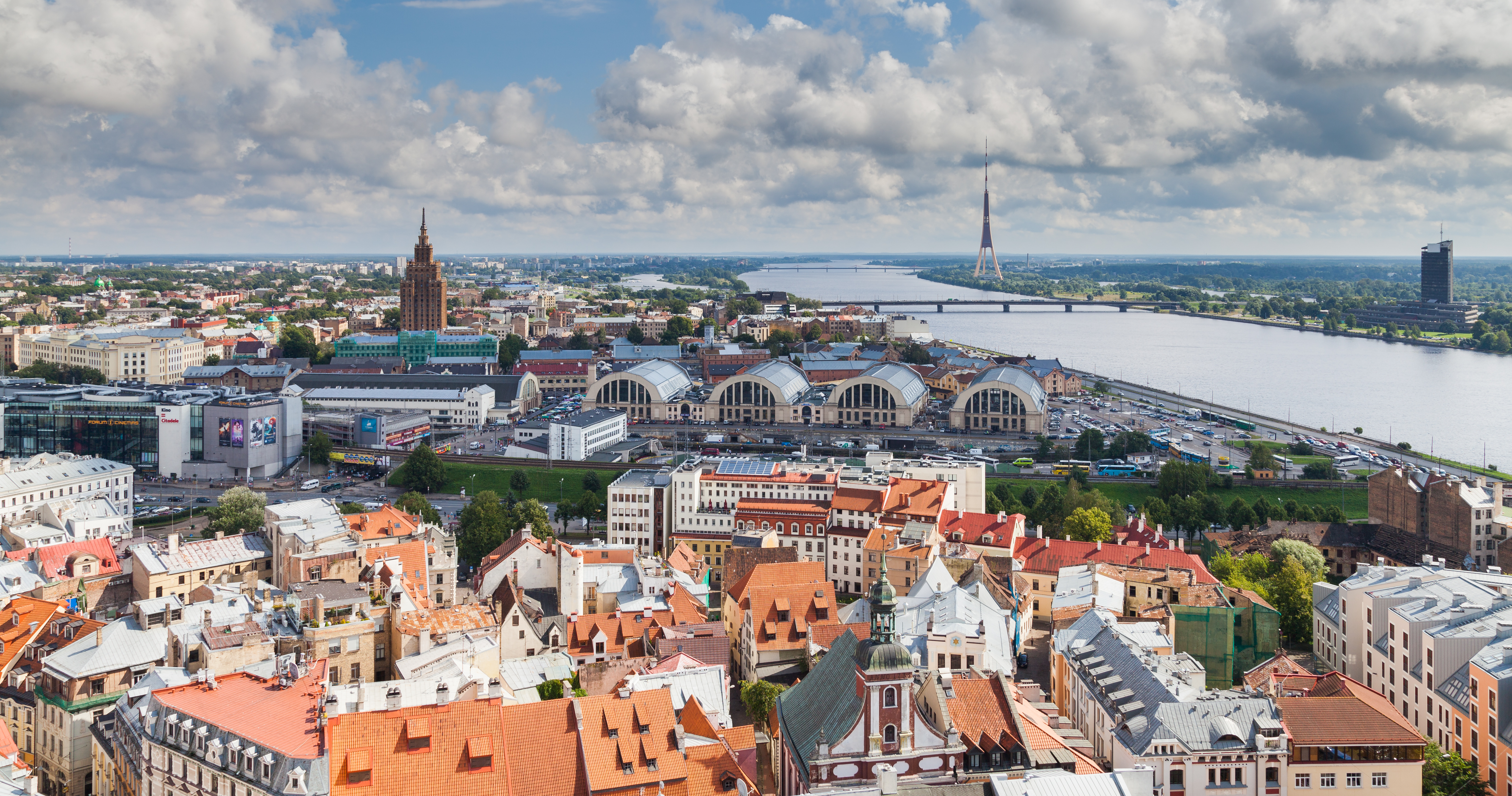
Hlavní město Riga

Vývoj HDP per capita (na obyvatele) v pobaltských zemích

Lotyšská ekonomika je podle Mezinárodního měnového fondu 105. největší ekonomikou světa, z hlediska hrubého domácího produktu v paritě kupní síly (k roku 2021 a počítáme-li jen plně nezávislé státy). Přepočte-li se ale tento ukazatel na obyvatele, jde o 53. nejvýkonnější ekonomiku světa. Z tohoto hlediska se Lotyšsko pohybuje zhruba na úrovni Polska, Slovenska a Maďarska, z pobaltských zemí ovšem dosahuje nejhoršího výsledku, byť jen mírně. Křivky vývoje jsou ve všech třech pobaltských zemích velmi podobné.
Lotyšsko je průmyslově-zemědělský stát. Hlavní průmyslová odvětví jsou strojírenství, elektrotechnika, radioelektronika, papírenský, chemický, potravinářský, textilní, dřevozpracující průmysl a průmysl stavebních hmot. Důležitá průmyslová střediska jsou Riga, Daugavpils, Liepāja a Jūrmala. Kromě těžby rašeliny nemá Lotyšsko zdroje nerostných surovin. Spotřeba elektrické energie je zčásti zajišťována její produkcí v tepelných a vodních elektrárnách a zčásti jejím dovozem ze zahraničí. 
V zemědělství převládá živočišná produkce. Chov skotu a prasat. Pěstuje se zde ječmen, žito, brambory, cukrová řepa a zelenina. Loví se zde zejména sledi a šproty. Produkce masa, mléčných výrobků a rybích výrobků jako jsou sardinky nebo rybí moučka. Téměř polovinu území státu pokrývají lesy (46 %), orná půda tvoří 27 %, pastviny 13 % a ostatní 14 %. Kvůli velkému počtu lesů a stromů se zde vyskytuje jantar.
Po roce 1990 došlo k prudkému propadu ekonomiky a transformace dolehla na celé Pobaltí těžce. Hrubý domácí produkt byla v roce 1995 o 26 % nižší než v roce 1980. V polovině 90. let se ale obnovil růst, který se značně dynamizoval po vstupu do Evropské unie v roce 2004. Růst byl tak prudký, že někteří odborníci hovořili o přehřátí ekonomiky. Rychlý růst HDP a příjmů obyvatelstva vedl k výraznému zvýšení spotřebitelské poptávky, následné inflaci a současně k růstu schodku běžného účtu a zahraničního dluhu. Varovný byl růst cen nemovitostí, který v jisté chvíli dosahoval až 5 procent měsíčně. Patrně proto globální ekonomická krize zastihla lotyšskou ekonomiku jako velmi zranitelnou a propad byl největší v Evropské unii. Spektakulárním byl pád druhé největší lotyšské banky Parex Bank, u níž se dlouhodobě spekulovalo o napojení na ruskou mafii a kruhy kolem Vladimira Putina. Hospodářství stačilo snížit svůj rozpočtový deficit, ale zahraniční dluh zůstal nad sedmdesáti procenty HDP a zmenšil tak prostor pro překonání krize. Nezaměstnanost v roce 2010 byla 22,5 %, nejvyšší v celé Evropské unii. Nicméně kolem roku 2012 se křivky otočily a Lotyšsko se vrátilo k růstu. Okolo roku 2015 se Lotyšsko vrátilo na předkrizovou úroveň a pokračuje v růstu.
Od vstupu země do EU v roce 2004 byl lotyšský lat pevně navázána na euro. 1. ledna 2014 Lotyšsko přistoupilo jako 18. člen do eurozóny a přijalo společnou evropskou měnu.

### Doprava

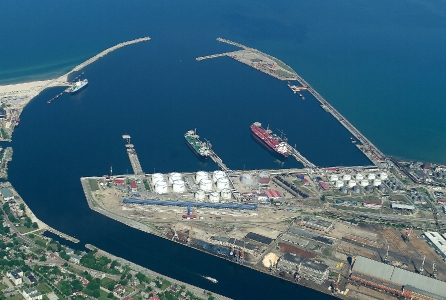
Přístav Ventspils

Sektor dopravy tvoří přibližně 14 % HDP. Zajišťuje totiž zejména tranzit mezi Ruskem a Západem. Čtyři největší lotyšské přístavy se nacházejí v Rize, Ventspilsu, Liepāje a Skulte. Většina tranzitní dopravy je využívá. Polovinu přepraveného nákladu představuje ropa a ropné produkty. Svobodný přístav Ventspils je jedním z nejrušnějších přístavů v pobaltských státech. Kromě silničního a železničního spojení je Ventspils také napojen na dva ropovody z Běloruska. 

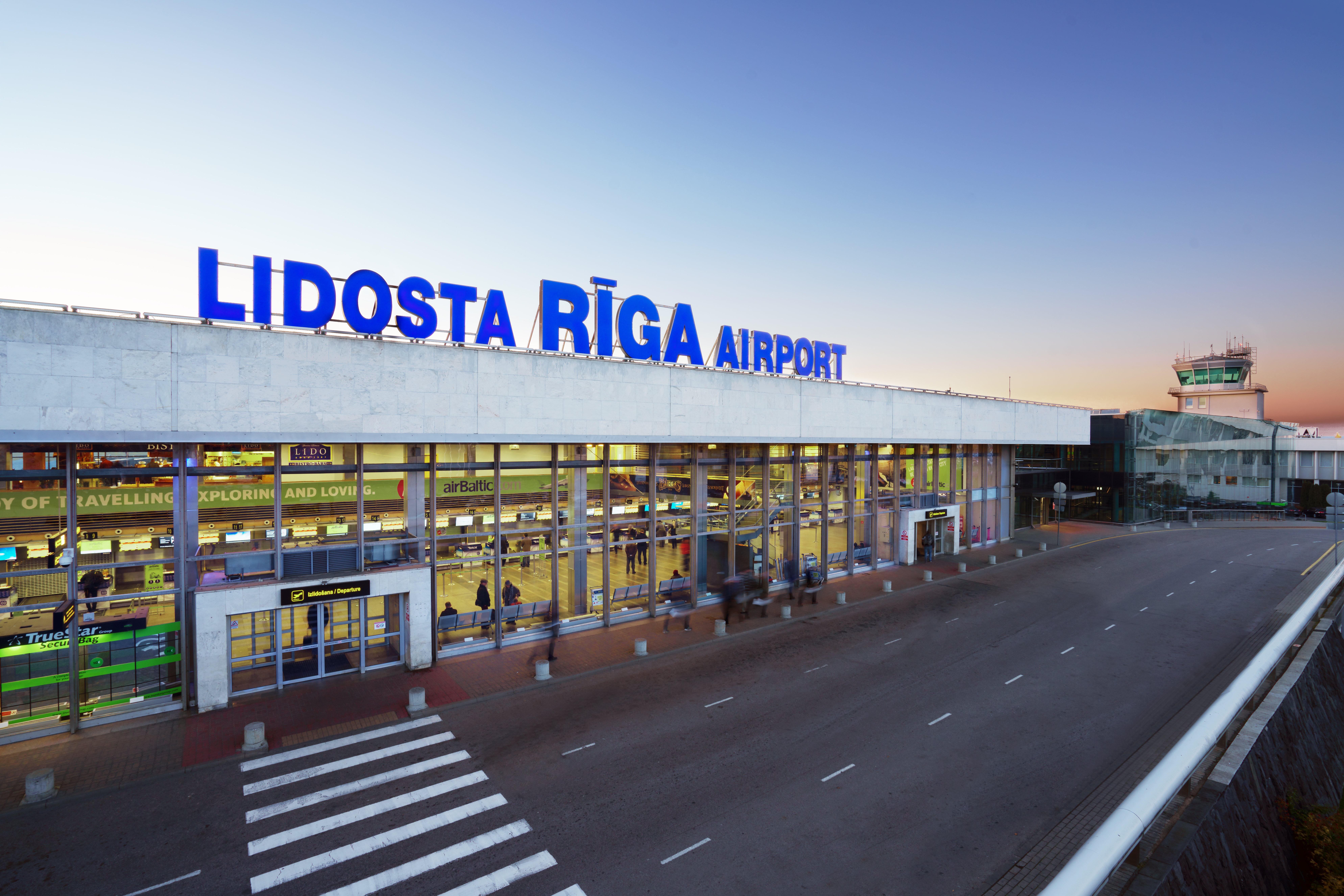
Letiště v Rize

Mezinárodní letiště Riga je nejrušnějším letištěm v pobaltských státech, s 7,8 miliony přepravených cestujících v roce 2019. Má přímé lety do více než 80 destinací ve 30 zemích. Jediným dalším letištěm, které obsluhuje pravidelné komerční lety, je mezinárodní letiště Liepāja. AirBaltic je lotyšský vlajkový dopravce s hlavní základnou v Rize. 

Rail Baltica

Hlavní síť lotyšských železnic se skládá z 1 860 kilometrů tratí, což z ní činí nejdelší železniční síť v pobaltských státech. Drtivá většina tratí má ovšem ruský rozchod 1 520 mm, takže není kompatibilní s evropskými tratěmi a vlaky. 251 km tratí je elektrifikovaných. Ve výstavbě je vysokorychlostní železnice Rail Baltica, tedy trať Helsinky-Tallinn-Riga-Kaunas-Varšava. Dokončena má být v roce 2026.
Vnitrostátní silniční síť v Lotyšsku je tvořena 1675 kilometry hlavních silnic, 5473 km regionálních silnic a 13 064 km místních silnic. Nejznámější silnice jsou A1 (evropská trasa E67), spojující Varšavu a Tallin, a evropská cesta E22 spojující Ventspils a Terehovu. V roce 2017 bylo v Lotyšsku celkem 803 546 licencovaných vozidel.
Lotyšsko provozuje podzemní zásobník plynu v Inčukalns, jeden z největších podzemních zásobníků plynu v Evropě a jediný v pobaltských státech. Jedinečné geologické podmínky v Inčukalns a dalších míst v Lotyšsku jsou zvláště vhodné pro podzemní skladování plynu.

## Obyvatelstvo

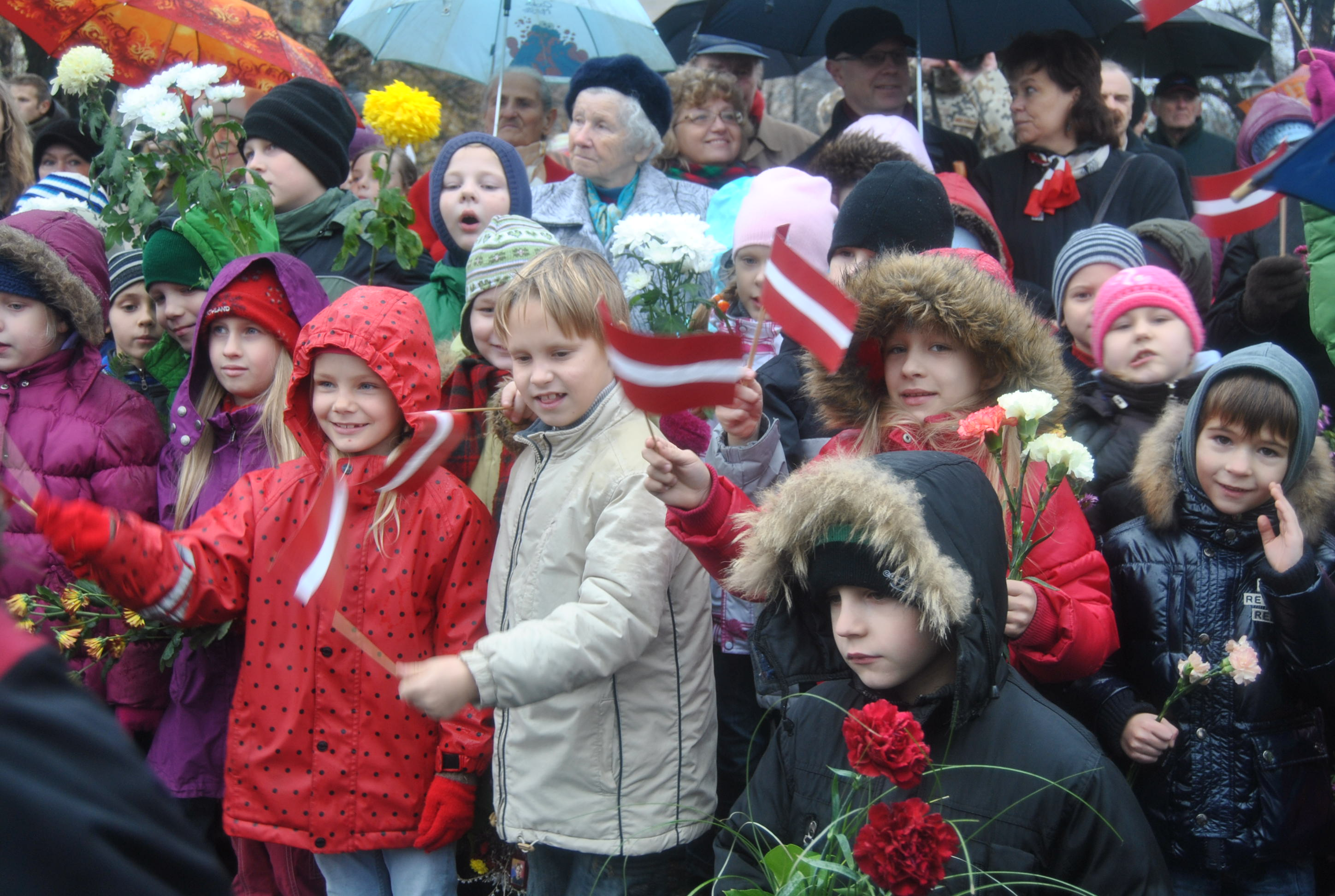
Lotyšské děti slaví Den Lāčplēsis

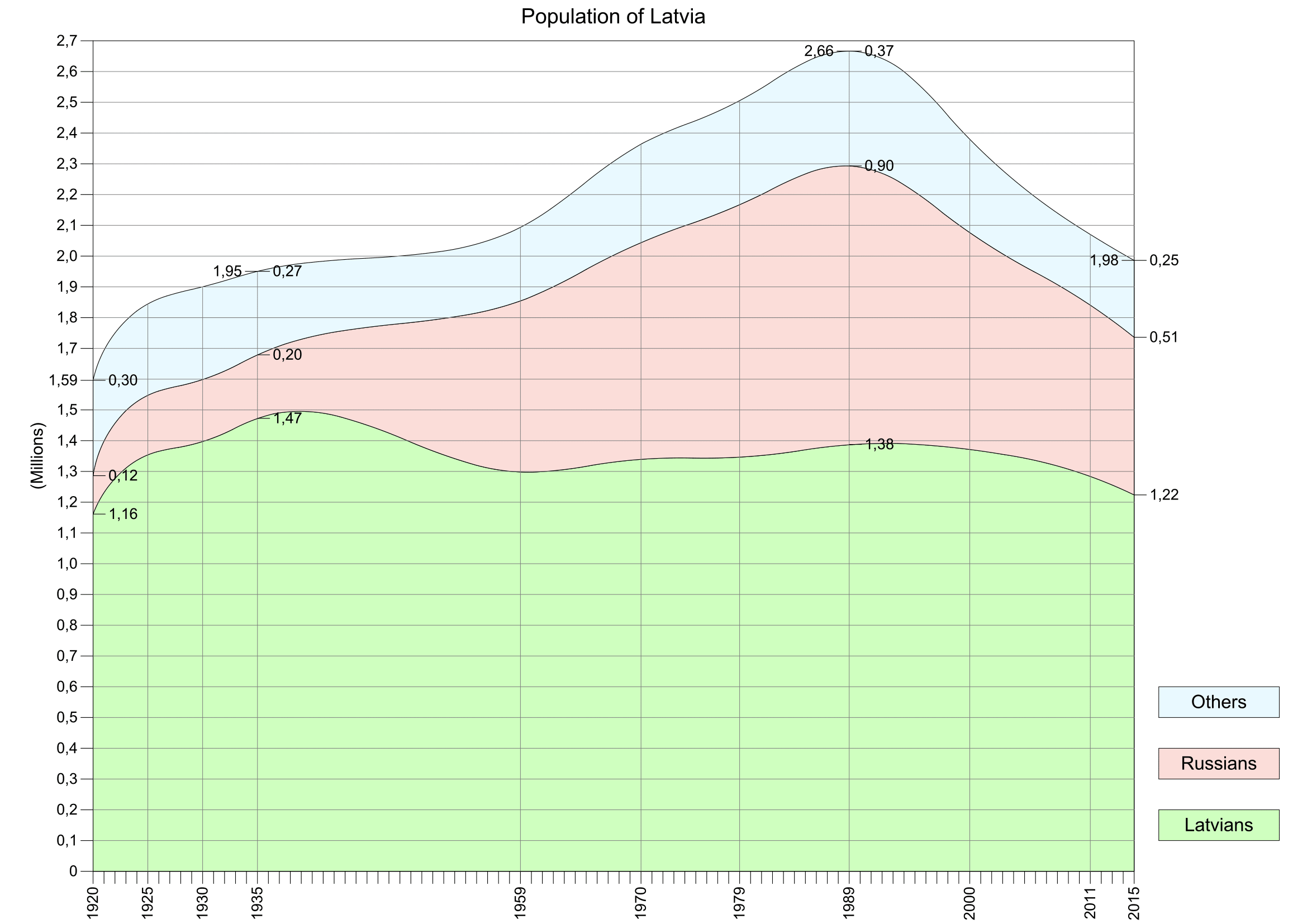
Populační vývoj v Lotyšsku

Podle výsledku sčítání obyvatelstva v roce 2011 je počet obyvatel 2 067 887. A do r.2022 počet poklesl na 1.842 200 obyvatel. Asi 62,1 procent obyvatel Lotyšska byli(2011) etničtí Lotyši. Významná je menšina tvořená Rusy (cca 26,9 % -2011). Lotyšsko má největší poměr Rusů v populaci ze všech pobaltských zemí. Zhruba polovina z nich však nemá lotyšské občanství, nemůže volit (ve volbách v r. 1991 přitom ještě volili i lotyšští Rusové první parlament, který je vzápětí zbavil občanských práv) a je pod značným tlakem ze strany úřadů, aby Lotyšsko opustila. Mají status tzv. neobčanů (neobčan nesmí volit, je omezen v možnosti cestovat, nesmí být zaměstnán ve vybraných profesích - státních, např. v armádě, ale i civilních atd.) a jsou potomci Rusů (i dalších národností), kteří se do Lotyšska přistěhovali po 2. světové válce. Tato politika vychází z koncepce emigranta, později navrátivšího se Egilse Levitse. Většina z dnešních neobčanů to však odmítá a Rusko se k této politice také staví odmítavě. Návrh na přiznání statusu oficiálního jazyka pro ruštinu zamítli v únoru 2012 lotyšští občané v referendu. Ruština začala být omezována ve školství a od roku 2020 by se mělo podle plánu lotyšské vlády na všech středních školách v Lotyšsku vyučovat pouze v lotyštině. Už v roce 2019 vypukl skandál s otevřenou rusofobií v nově zařazené literatuře pro povinnou četbu na základních školách (román G. Janovskise). 
Další národnostní menšiny představují/2011/ Bělorusové (3,3 %), Ukrajinci (2,2 %), Poláci (2,2 %), Litevci (1,2%), Romové (2014: 5.594 lidí = 0,3 %). Kdysi velké komunity Židů (2014: 5.402 lidí = 0,3 %) a Němců (2014: 2.886 lidí = 0,1 %) jsou již zcela marginalizovány. Další jsou : Estonci (2014 : 1.882 lidí = 0,1 %) a pořád ještě i Livonci (2014 : 171 osob, ostatní - 2014 - celkem 2,7 %). Podle sčítání lidu v carském Rusku z roku 1897 na území dnešního Lotyšska žilo 68,3 % Lotyšů, 12 % Rusů, 7,4 % Židů, 6,2 % baltských Němců a 3,4 % Poláků.
Ve městech žije zhruba 70 % populace, na venkově 30 %. Příznačná je velmi nízká porodnost (1,17 dítěte na matku v roce 2010) a z toho vyplývající rychlý úbytek obyvatelstva. Mezi lety 1989 a 2011 se počet obyvatel snížil o alarmujících 600 tisíc (22,5 %). Na tomto poklesu obyvatelstva se výrazně projevuje také emigrace, přičemž mezi její nejvýznamnější cíle patří Irsko (48 031 Lotyšů k roku 2011) a Velká Británie (39 000 Lotyšů k roku 2011). V některých městech Lotyši netvoří většinu. K takovým patří i hlavní město Riga, dále Daugavpils nebo Rēzekne.

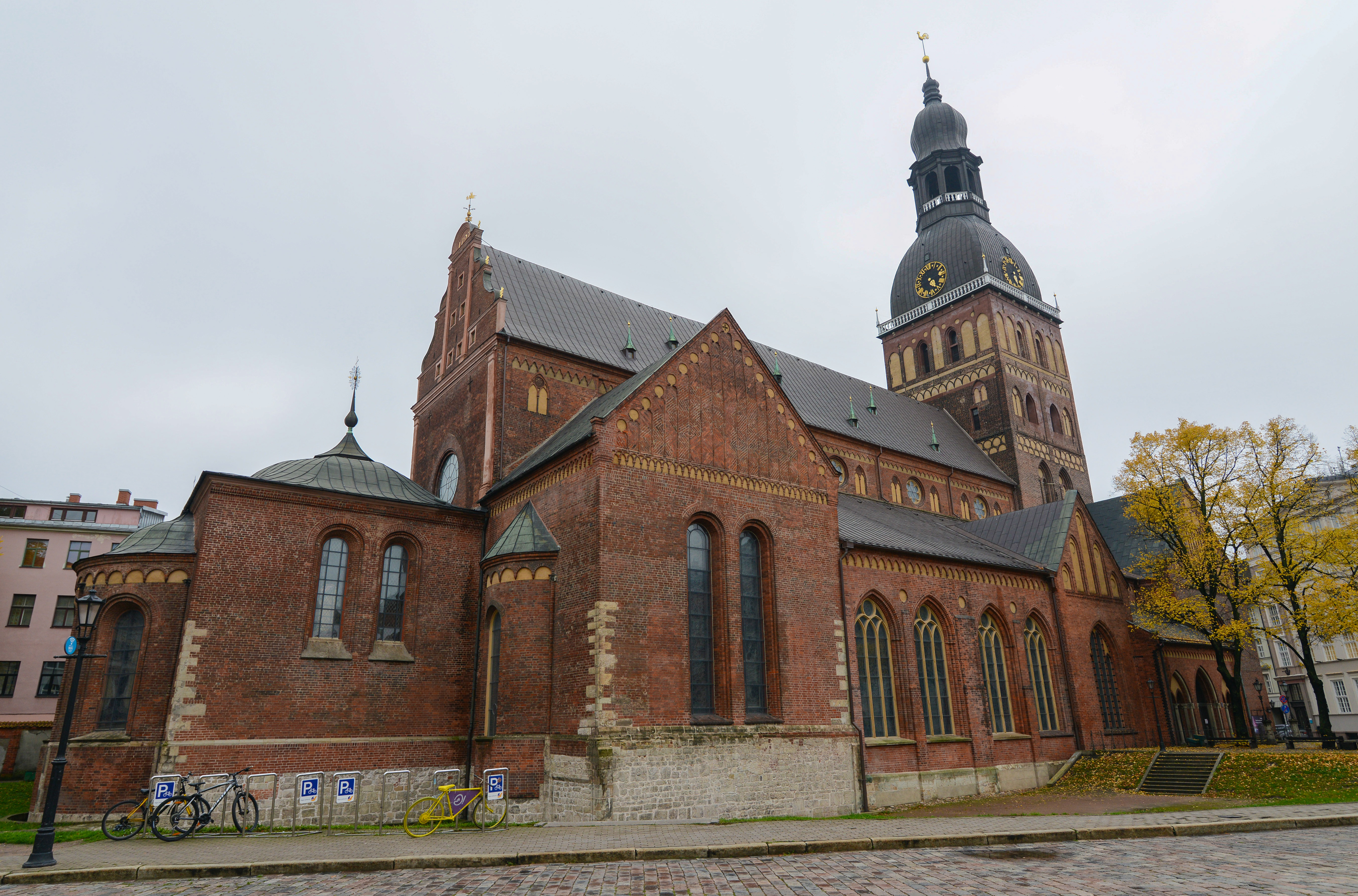
Rižský dóm

V zemi neexistuje žádné výrazně dominantní náboženství. Největší zastoupení (čísla se vztahují k roku 2003) mají luteráni (Lotyšská církev) (cca 556 000), následují římští katolíci (430 000) - roku 2023 měly Diecéze Jelgava/vznikla 2.prosince1995, Diecéze Lijepaja/vznik: 8.května1937, Diecéze Rezekne-Aglona/vznik:2.prosince1995 a Arcidiecéze Riga/vznik:25.října1923 povýšením z diecéze vzniklé 22.9.1918 dohromady 363.920 věřících ve 251 farnostech, kde působilo celkem 142 diecézních+řeholních kněží, 4 stálí jáhni(všichni v rižské arcidiecézi),29řeholníků-bratří a 94 řeholnic) a pravoslavní (350 000). V procentuálním vyjádření luteráni představují 34,2 % populace, katolíci 24,1 % a pravoslavní 17,8 %. Podle výzkumu Eurobarometru z roku 2010 je 11 % obyvatel jasnými ateisty. 21 procent obyvatel se nehlásí k žádné církvi. Dle sčítání z roku 2011 se 416 obyvatel hlásí k judaismu a 319 k islámu.
Zvláštním rysem demografické situace v Lotyšsku je velká početní převaha žen nad muži. V roce 2015 žilo v Lotyšsku 0,85 muže na jednu ženu. Je to dané tím, že mezi průměrným věkem dožití lotyšských mužů a žen je vyšší rozdíl než v jiných zemích – ženy žijí v průměru o 9,2 roku déle. V EU je přitom průměr delšího života žen 5,5 roku (větší než v Lotyšsku je v EU tento rozdíl jen v Litvě: 9,9 roku). Převaha žen je tedy tvořena převážně věkovými kategoriemi nad 70 let. Naopak do 39 let věku mají v populaci převahu muži, protože těch se rodí v Lotyšsku více než žen.
V roce 2017 byla střední délka života v Lotyšsku 74,7 roku, což v žebříčku dožití značilo 85. místo. Bylo to velmi podobné jako v Litvě, kde střední délka života činila 74,8 roku (81. místo), ovšem kupodivu nikoli jako v Estonsku, kde byla znatelně vyšší: 77,7 roku (41. místo). Pro srovnání v Česku byla 78,9 roku (35. místo), v USA 79,5 roku (33. místo).

### Literatura

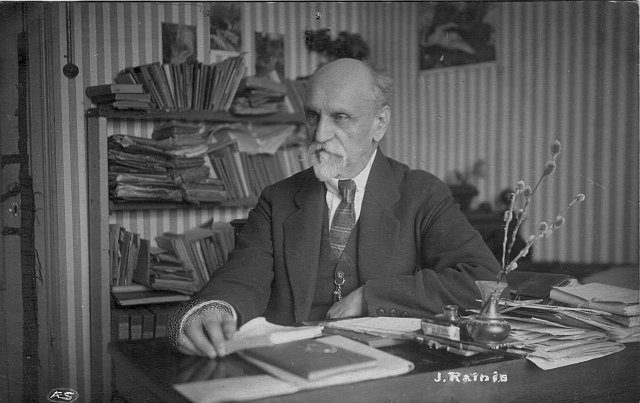
Spisovatel Rainis

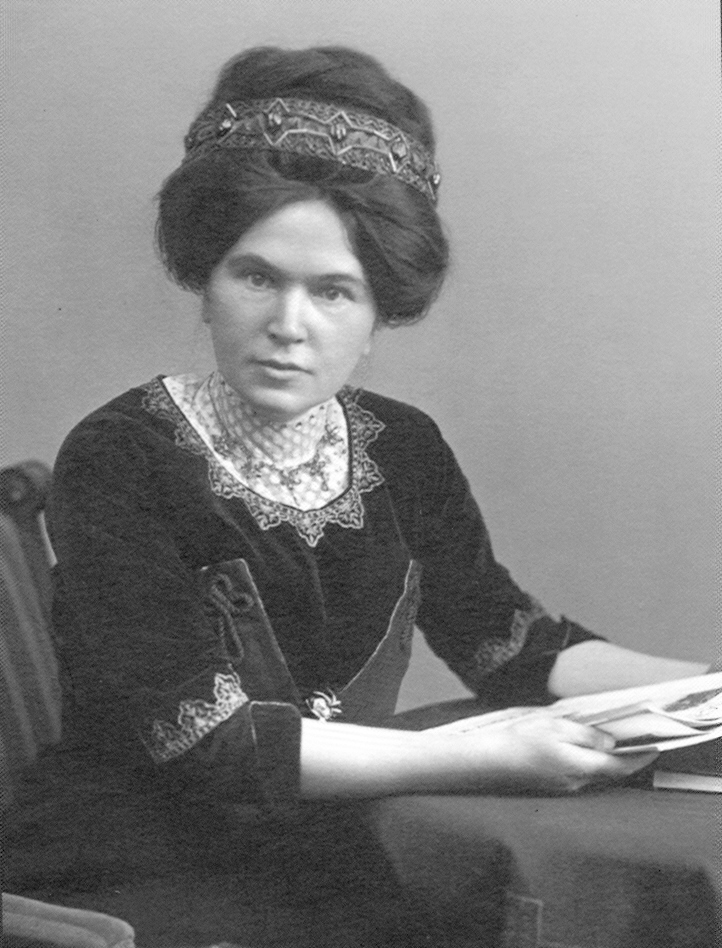
Aspazija

## Kultura

### Vizuální umění

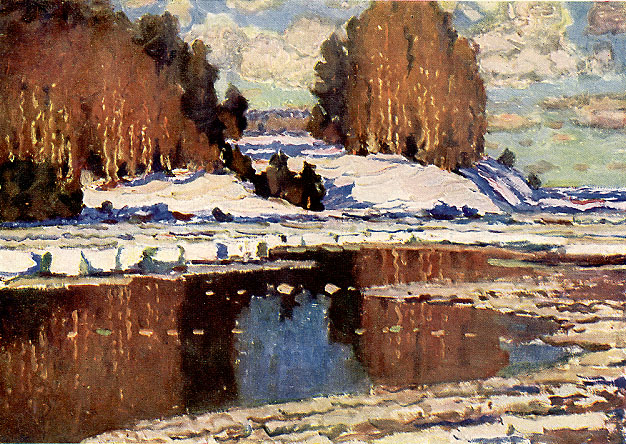
Obraz Vilhelmse Purvītise

Mezi výtvarnými umělci vynikli sochaři Kārlis Zāle, autor Pomníku svobody v Rize, či sochařka Věra Muchinová tvořící ve stylu socialistického realismu. Jejím nejslavnějším dílem je monumentální sousoší Dělník a kolchoznice (1937) vytvořené pro mezinárodní výstavu v Paříži (nyní instalované v Moskvě). Z lotyšských malířů patří k nejznámějším Vilhelms Purvītis, z fotografů Philippe Halsman, který emigroval do Spojených států. Tam se prosadil i významný představitel abstraktního expresionismu Mark Rothko.
Legendární sovětský filmový režisér Sergej Michajlovič Ejzenštejn se narodil v Rize. Byl synem secesního architekta Michaila Osipoviče Ejzenštejna, který významným způsobem ovlivnil vzhled středu lotyšského hlavního města. Z Daugavpilsu pocházel herec Solomon Michoels, předseda Židovského antifašistického výboru během druhé světové války, který po válce upadl v nemilost u Josifa Vissarionoviče Stalina, který ho nakonec nechal zavraždit. V sovětském filmu se prosadili herečka Vija Artmane a komik Arkadij Rajkin. V zámoří se proslavila herečka Ksenia Solo, známá ze seriálů Změna je život nebo Orphan Black.

### Architektura

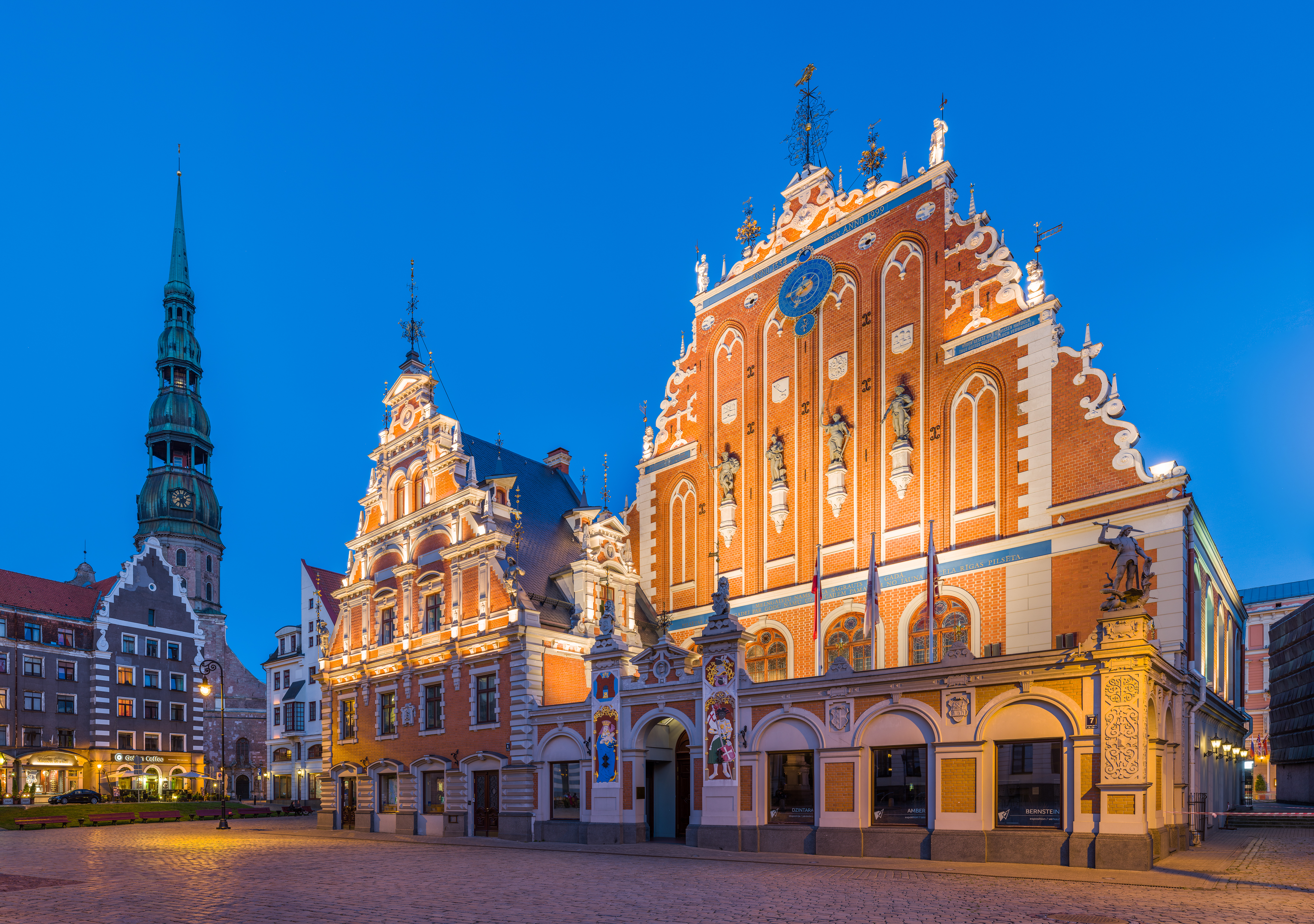
Dům Černohlavců, vlevo Kostel svatého Petra

Na seznam Světového dědictví UNESCO bylo zapsáno historické centrum Rigy. A to především díky stavbám jako je proslulý Dům Černohlavců, postavený v první třetině 14. století pro bratrstvo Černohlavců, což byl cech svobodných německých kupců v Rize, Rižský zámek, a řada sakrálních staveb. Mezi nejvýznamnější z nich patří Rižský dóm, jež je jedním z největších evangelických chrámů v Pobaltí, Kostel svatého Petra, Katedrála svatého Jakuba, z pravoslavných pak Chrám Kristova narození. K nejvýznamnějším barokním památkám patří zámek Rundāle a zámek Jelgava. Historismus nejlépe reprezentuje budova Lotyšského národního divadla v Rize. Ze sovětské éry patří k výjimečným stavbám Rižská rozhlasová a televizní věž, nejvyšší věž v Evropské unii, a budova Lotyšské akademie věd. Symbolem moderní architektury je především budova Lotyšské národní knihovny zvaná též Zámek světla. Navrhl ji Gunnar Birkerts, americký architekt lotyšského původu.

### Hudba

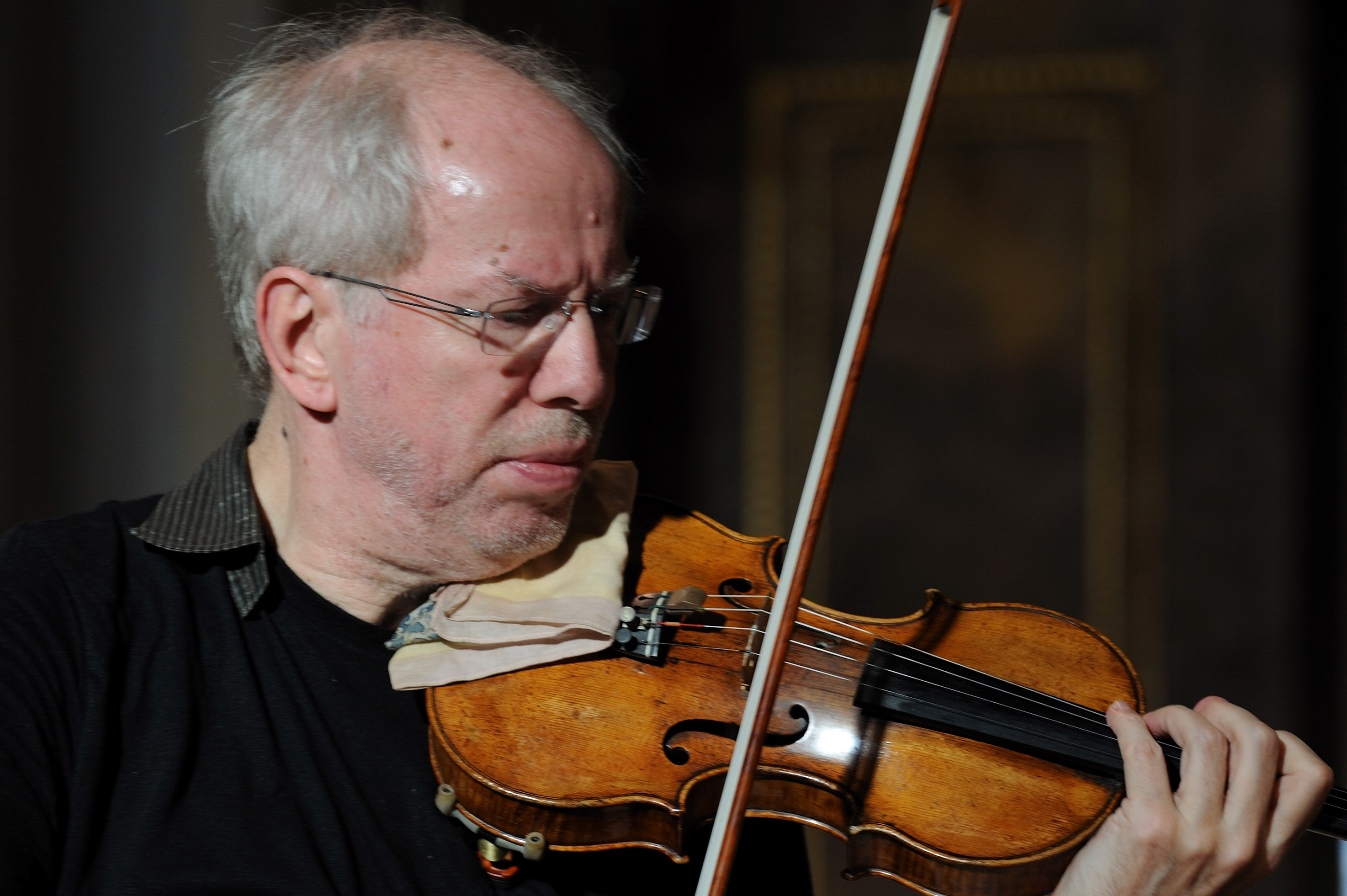
Gidon Kremer

Klasiky lotyšské hudby jsou Jāzeps Vītols, Alfrēds Kalniņš, Kārlis Baumanis a Emīls Dārziņš. Významnými hudebními skladateli současnosti jsou Raimonds Pauls a Pēteris Vasks. 
Slavným houslistou a dirigentem byl Gidon Kremer, viloncellistou Mischa Maisky. Jako dirigent získal mezinárodní věhlas zejména Mariss Jansons, v současnosti také Andris Nelsons. Jako operní pěvkyně se na začátku 21. století i v zahraničí prosadily mezzosopranistka Elīna Garanča a sopranistka Kristīne Opolaisová. Elektronický hudebník DJ Lethal (Leors Dimants) proslul svou spoluprací se skupinou Limp Bizkit. Jedním z nejslavnějších baletních tanečníků všech dob se stal rodák z Rigy, sólista ruského původu Michail Baryšnikov.
Podobně jako v dalších baltských zemích mají v zemi velkou tradici písňové festivaly. Ten nejvýznamnější, Lotyšský písňový a taneční festival (Vispārējie latviešu Dziesmu un Deju svētki) se koná od roku 1873, obvykle v pětiletých cyklech. Spolu s dalšími pobaltskými festivaly byl zapsán na seznam nehmotného světové kulturního dědictví UNESCO. Nejvýznamnější hudební scénou je Lotyšská národní opera.

### Kuchyně

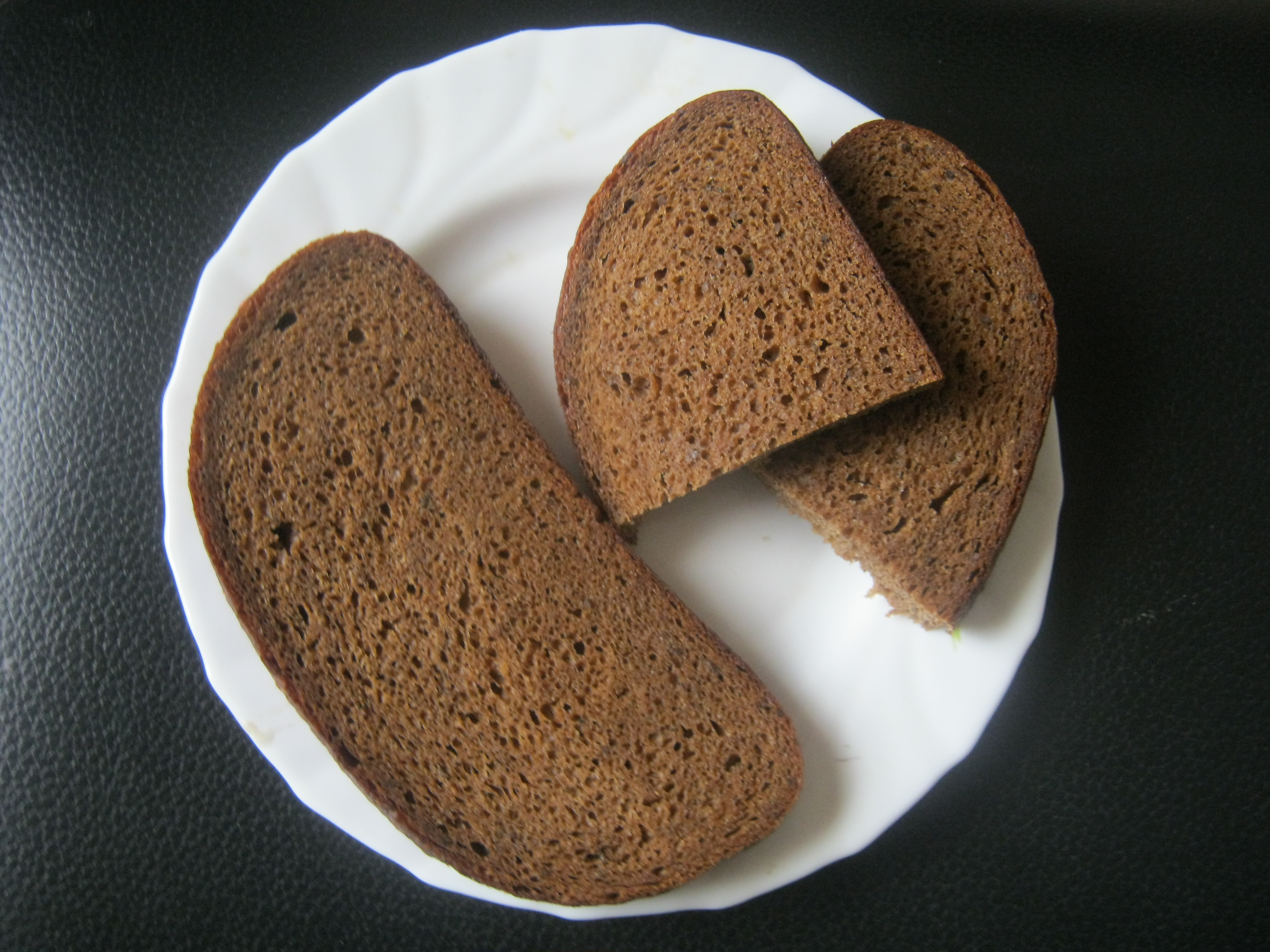
Žitný chléb rupjmaize

Národním jídlem je nasládlý žitný chléb (rupjmaize), který se široce využívá, dokonce i k přípravě zmrzliny. Také polévka se vaří z tohoto chleba, nazývá se maizes zupa a je zajímavé, že se do ní dává ovoce. Také nejznámější dezerty jsou z tohoto chleba, ať už je to sklandrausis s bramborovou nebo mrkvovou náplní, nebo rupjmaizes kartojums podávaný se šlehačkou a ovocem. Za národní jídlo lze označit také místní variantu bramboráků (kartupeļu pankūkas). Stejně jako v ostatních baltských zemích jsou oblíbené palačinky (pankūkas), pelmeně, pirohy (pīrādziņi) a boršč. Častým dochucovadlem (či spíše zjemňovadlem chuti) je zakysaná smetana (skābais krējums), zakysané mléko (rūgušpiens) nebo tvaroh (biezpiens). Kefír se dokonce prodává i v restauracích jako nealkoholický nápoj. Lotyšská kuchyně používá hodně masa, nejběžnější je maso vepřové (oblíbenou specialitou je vepřové v aspiku zvané cūkgaļas galerts) a výrobky z něj, klobásy a sádlo. Lotyši také využívají Baltské moře a konzumují nalovené ryby, sledě, šproty nebo mořské štiky. Nejpoužívanější zeleninou jsou brambory. Oblíbená jsou jídla z hrachu, například hrách se slaninou (pelēkie zici) nebo hrachové kuličky (zirņu pikas). Příliš se nepoužívá koření a jídlům se ponechává jejich přírodní chuť. Dosti oblíbený je kysel. Nejoblíbenějším nápojem je pivo. Místní specialitou je Rižský černý balzám, tradiční hořký alkoholický likér vyráběný z 24 druhů místních rostlin. Vyrábí se od roku 1752 a prodává v hliněných lahvích. Obvykle má 45 % alkoholu.

## Věda

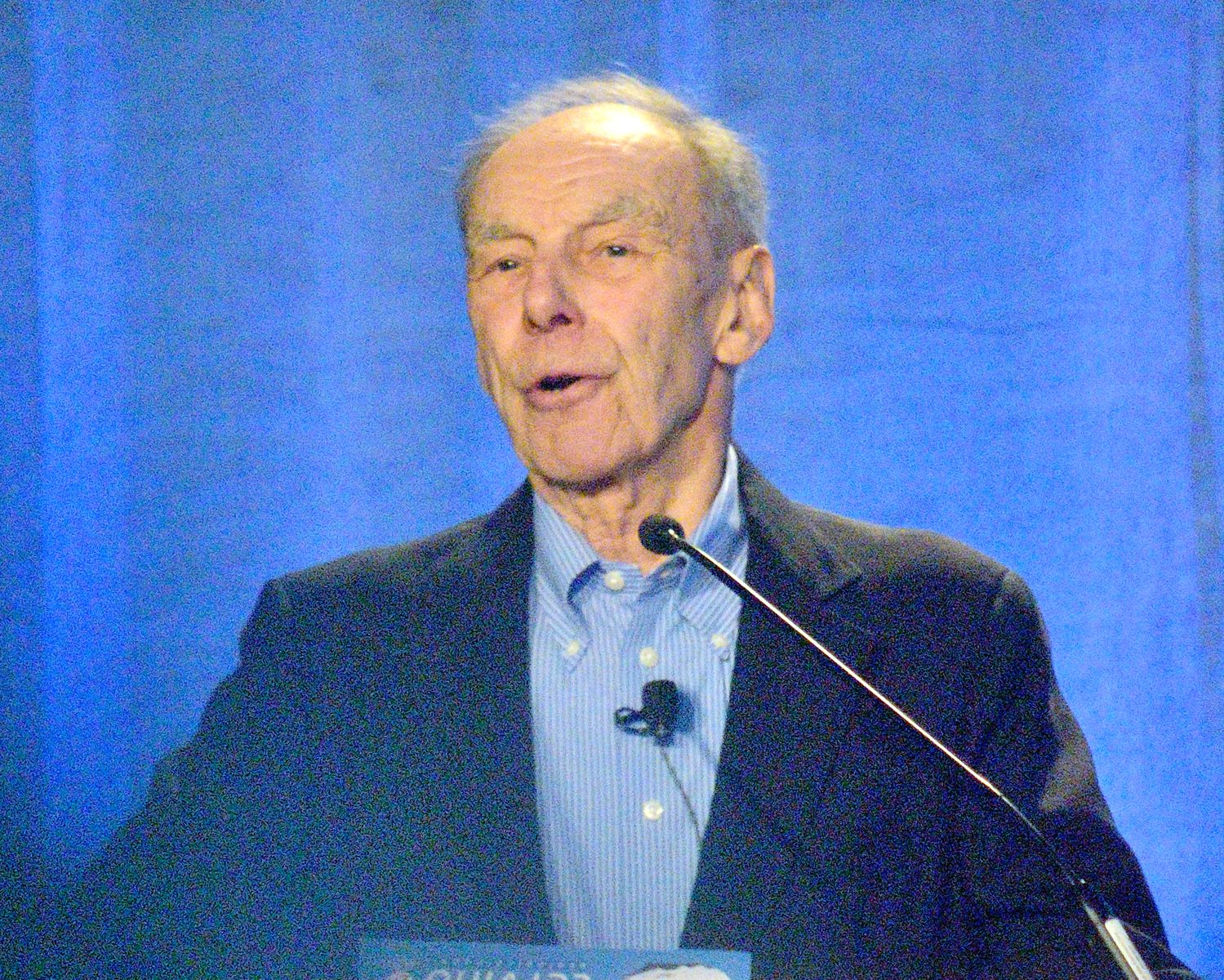
Juris Hartmanis

V Rize se narodil nositel Nobelovy ceny za chemii Wilhelm Ostwald, stejně jako průkopník raketové techniky a kosmonautiky Friedrich Zander. Mstislav Keldyš byl jedním z hlavních teoretiků sovětského kosmického programu a blízkým spolupracovníkem Sergeje Koroljova. Tzv. Waldenův zvrat objevil chemik Paul Walden. Prestižní Turingovu cenu získal roku 1993 informatik Juris Hartmanis. Odborníkem na spektroskopii byl Anatole Abragam.
V sociálních a humanitních vědách vynikl rižský rodák a politický filozof Isaiah Berlin, filozof a kritik idealismu Nicolai Hartmann a také sociolingvista Max Weinreich. V Lotyšsku se narodil i psycholog Oswald Külpe.
Nejstarší a největší vysokou školou v Lotyšsku je Latvijas Universitāte. K roku 2019 měla tato veřejná vysoká škola třináct fakult a studovalo na ní okolo 28 000 studentů. Je jedinou lotyšskou vysokou školou zařazenou do žebříčku nejkvalitnějších škol QS World University Rankings (k roku 2021), a to na 801.–1000. místo na světě.

## Sport
První olympijské zlato pro samostatné Lotyšsko vybojoval gymnasta Igors Vihrovs na olympijských hrách v Sydney roku 2000. Cyklista BMX Māris Štrombergs vybojoval dokonce dvě zlaté olympijské medaile (2008, 2012). Čtvrté zlato do sbírky moderního Lotyšska přidal čtyřbob na olympiádě v Soči roku 2014. Páté pak reprezentanti v 3x3 basketbalu, při olympijské premiéře této disciplíny. I meziválečné Lotyšsko se zúčastňovalo olympijských her. Vůbec první medaili, stříbrnou, přivezl chodec Jānis Daliņš z her v Los Angeles roku 1932. Lotyšská chodecká škola měla dobrý zvuk i později (Adalberts Bubenko, Aigars Fadejevs).

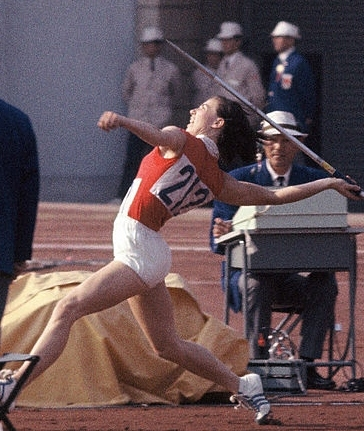
Elvīra Ozoliņa

Lotyšští sportovci ovšem sbírali medaile i v dresu Sovětského svazu, vyhlášená byla zvláště lotyšská oštěpařská škola – zlato brali oštěpaři Inese Jaunzeme (1956), Elvīra Ozoliņa (1960), Jānis Lūsis (1968) a Dainis Kūla (1980). (V nové éře oštěpařskou pochodeň převzali například Vadims Vasiļevskis, stříbrný z Athén 2004, či Ainārs Kovals, stříbrný z Pekingu 2008). V ostatních disciplínách triumfovali jako reprezentanti SSSR sáňkařka Věra Zozuljová (1980), jachtař Aleksandrs Muzičenko (1980), bobista Jānis Ķipurs (1988), střelec Afanasijs Kuzmins (1988) či kanoista (a později politik) Ivans Klementjevs (1988). Řada Lotyšů se podílela i na sovětských úspěších v kolektivních sportech, například volejbalista Ivans Bugajenkovs má hned dvě zlata (1964, 1968), stejně jako basketbalistka Uljana Semjonovová (1976, 1980).
Basketbal má v Lotyšsku velkou tradici; již v roce 1935 lotyšská reprezentace vyhrála mistrovství Evropy, roku 1939 pak získala stříbro. Trojnásobným mistrem Evropy se stal v sovětském dresu Jānis Krūmiņš či Valdis Muižnieks, mistrem světa Valdis Valters, olympijským vítězem Igors Miglinieks. V NBA se prosadili Andris Biedriņš nebo Kristaps Porziņģis. Klub ASK Rīga třikrát vyhrál euroligu mužů (1958, 1959, 1960), TTT Riga dokonce osmnáctkrát euroligu žen (1960–1962, 1964–75, 1977, 1981, 1982). Anete Jēkabsone-Žogotaová byla v roce 2007 vyhlášena nejlepší basketbalistkou Evropy. Mezi nejlepší kluby v Lotyšsku patří BK Ventspils a VEF Rīga.

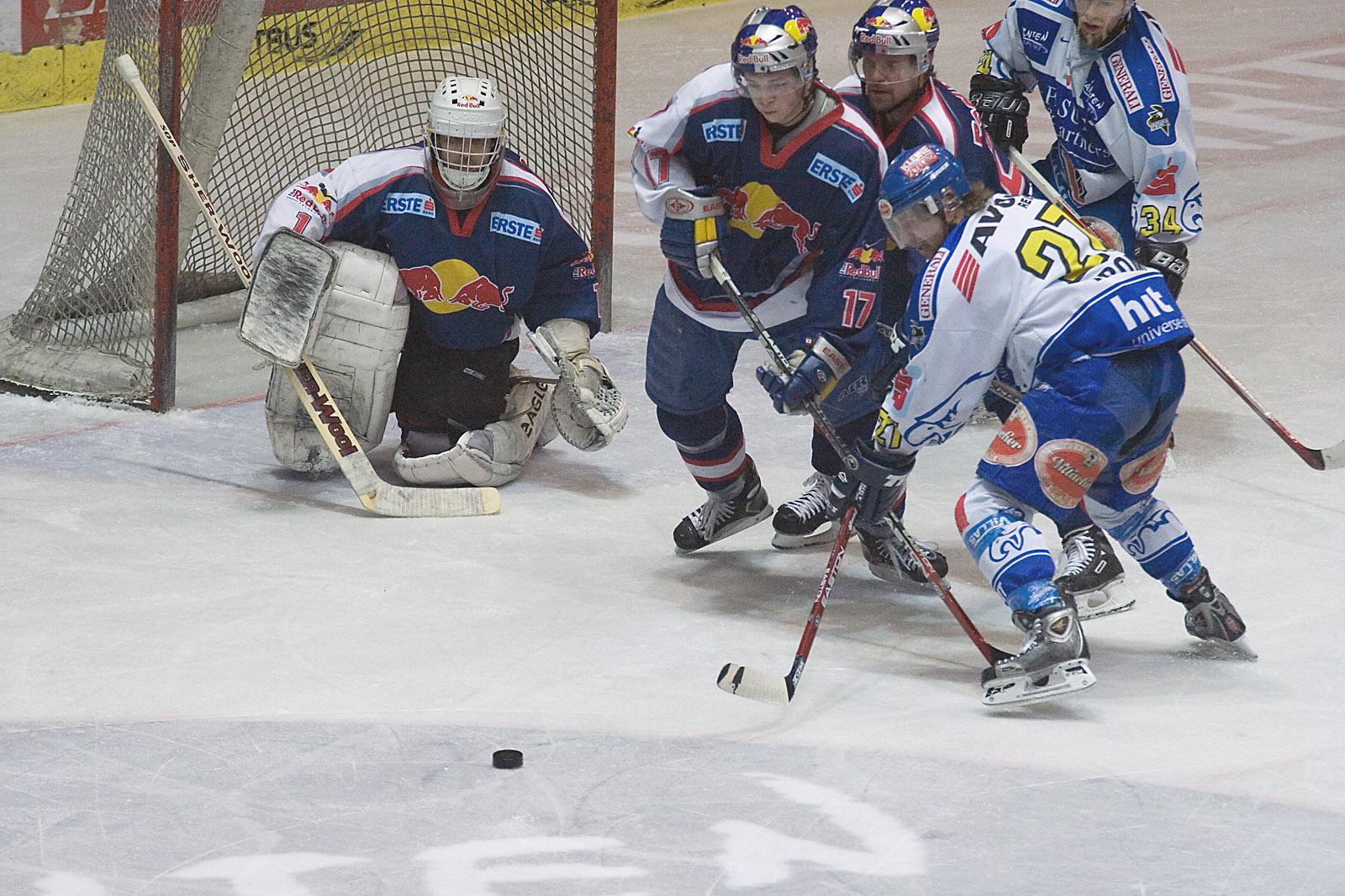
V bráně Artūrs Irbe

Stejně populární je lední hokej. Lotyši patří k lepším světovým týmům, jsou známí svojí nevyzpytatelnou hrou, pomocí které dokážou porazit i favorizovanější týmy. Dvojnásobným mistrem světa z časů SSSR je hokejový brankář Artūrs Irbe, dokonce trojnásobným pak Helmuts Balderis. Sandis Ozoliņš je vítězem Stanleyova poháru s Colorado Avalanche (1996). Dvanáct sezón v NHL strávil Kārlis Skrastiņš, který 7. září 2011 zahynul při letecké nehodě v Jaroslavli spolu s dalšími 37 týmovými kolegy při letu k prvnímu zápasu sezóny 2011/2012 KHL. V NHL se prosazuje Zemgus Girgensons nebo jeden z nejtalentovanějších mladých brankářů Elvis Merzlinkis, celkově hrálo NHL přes 40 lotyšských hokejistů. Jeden lotyšský klub, Dinamo Riga, hrál v sezonách 2008 až 2022 KHL poté na konci základní části z důvodu ruské agrese na Ukrajině odstoupil. Lotyšsko třikrát pořádalo Mistrovství světa v ledním hokeji a to v roce 2006 a 2021 a 2023. Největším úspěchem Lotyšské reprezentace je zisk bronzové medaile na světovém šampionátu v roce 2023. Lotyšští hokejisté hrávají pravidelně i v českých soutěžích. 

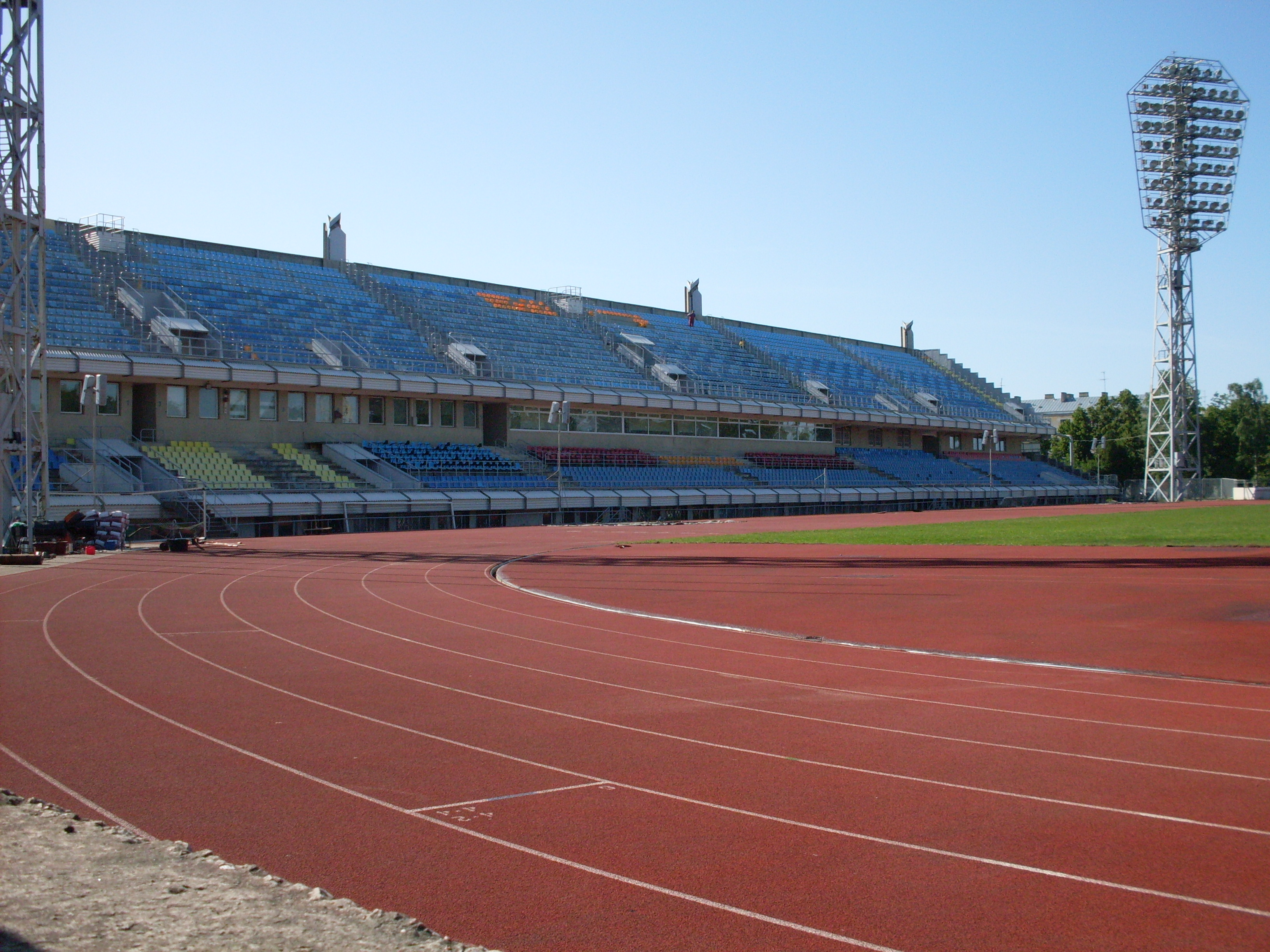
Daugavas stadions

Fotbalová reprezentace dosáhla největšího úspěchu v roce 2004, když se poprvé ve své historii probojovala na závěrečný turnaj mistrovství Evropy., Dokázala zde remizovat s Německem, ale o postup ze skupiny ji připravila prohra s českým výběrem. Jejím domácím stánkem je od rekonstrukce v roce 2018 Daugavas stadions v Rize. Lotyšská fotbalová liga se jmenuje Virsliga. Nejlepším lotyšským týmem bývalo Skonto Riga, ovšem klub roku 2016 zkrachoval. Nahradil ho nový klub Riga FC. Také klub FK Liepājas Metalurgs zbankrotoval, nahradil ho FK Liepāja. K nejúspěšnějším klubům patří i FK Ventspils, který si zahrál základní skupinu Evropské ligy (2009/10). Jediným lotyšským klubem, který v minulosti hrával nejvyšší sovětskou ligu, byl Daugava Riga, ten ovšem zanikl roku 1990.

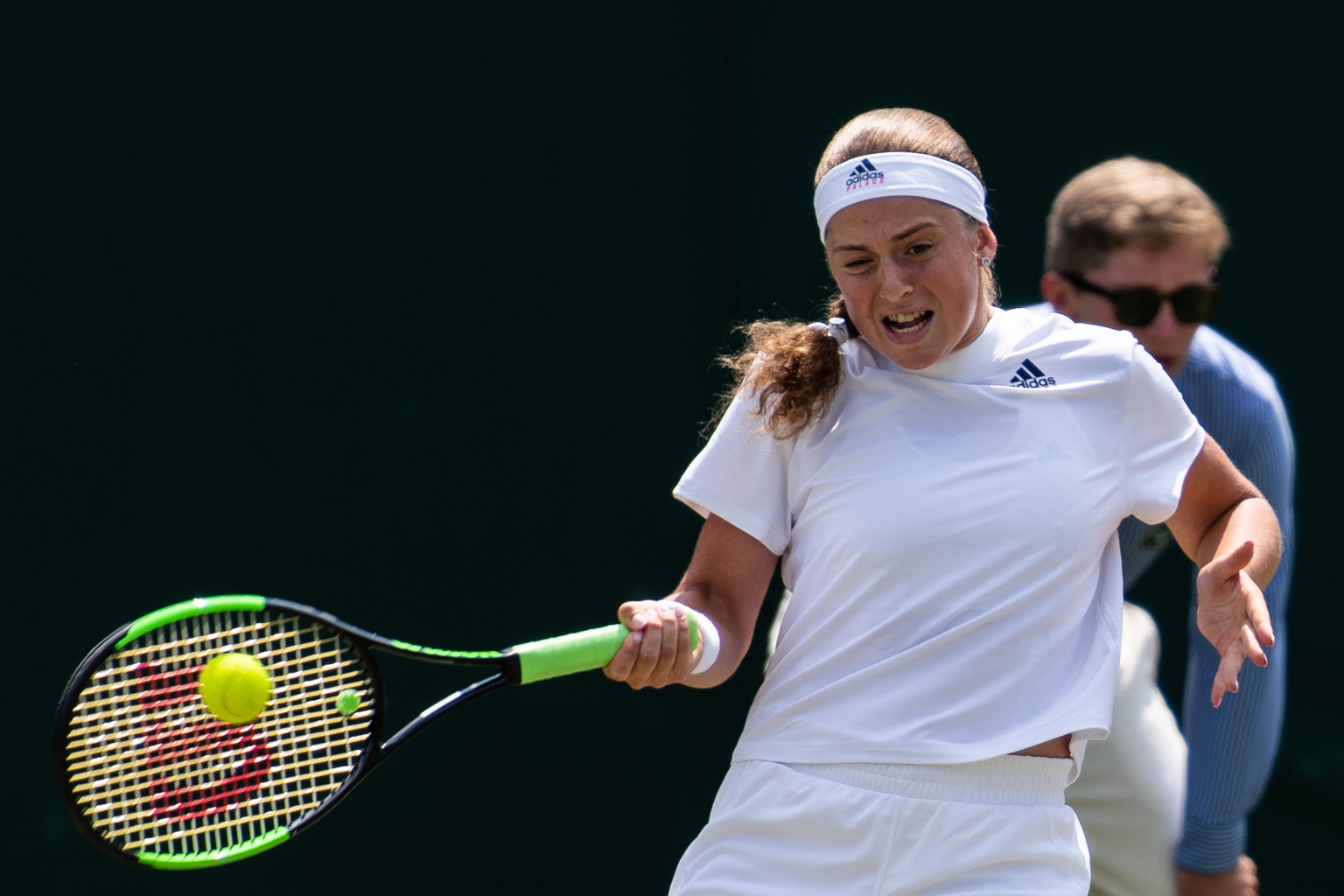
Jelena Ostapenková

Lotyšsko se může spoléhat na kvalitní ženský tenis, ve světovém žebříčku WTA je zastupováno dvěma ženami v první desítce: Anastasia Sevastovová je světová devítka, Jelena Ostapenková v roce 2017 vyhrála French Open a její nejlepší umístění v žebříčku WTA je 5. místo. Úspěšný je i lotyšský fedcupový tým. Nejúspěšnějším lotyšským mužským tenistou je Ernests Gulbis, pravidelný člen první tenisové desítky. 
Lotyšsko je úspěšné i v biatlonu. Andrejs Rastorgujevs, patřící mezi nejrychlejší závodníky, je držitelem několik medailí, jeho nejlepší celkové umístění ve Světovém poháru je 10. místo. Také Baiba Bendiková, medailistka z mistrovství Evropy, se pravidelně umisťuje v první desítce. 
Šachistovi Michailu Talovi se přezdívalo Čaroděj z Rigy. V Rize se narodil i představitel šachové moderny Aaron Nimcovič či šachista Alexej Širov. Mairis Briedis je profesionálním mistrem světa v boxu.